# Martin Luther King
Martin Luther King Jr. (nacido  Michael King Jr.; Atlanta, 15 de enero de 1929-Memphis, 4 de abril de 1968) fue un ministro y activista bautista estadounidense que se convirtió en el portavoz y líder más visible del movimiento de derechos civiles desde 1955 hasta su asesinato en 1968. 
Líder de la iglesia afroestadounidense e hijo del primer activista y ministro de derechos civiles Martin Luther King Sr. que desarrolló una labor al frente del movimiento por los derechos civiles para los afroestadounidenses y que, además, participó como activista en numerosas protestas contra la guerra de Vietnam y la pobreza en general. Por esa actividad encaminada a terminar con la segregación estadounidense y la discriminación racial a través de medios no violentos, fue condecorado con el Premio Nobel de la Paz  en 1964. Cuatro años después, en una época en que su labor se había orientado en especial hacia la oposición a la guerra y la lucha contra la pobreza, fue asesinado en Memphis, cuando se preparaba para asistir a una cena de amigos.
Martin Luther King, activista por los derechos civiles desde muy joven, organizó y llevó a cabo diversas actividades pacíficas reclamando el derecho al voto, la no discriminación y otros derechos civiles básicos para la gente afrodescendiente de los Estados Unidos. Entre sus acciones más recordadas están el boicot de autobuses en Montgomery, en 1955; su apoyo a la fundación de la Southern Christian Leadership Conference (SCLC), en 1957 (de la que fue su primer presidente); y el liderazgo de la Marcha sobre Washington por el Trabajo y la Libertad, en agosto de 1963, al final de la cual pronunció su discurso «I have a dream» (‘Tengo un sueño’), gracias al cual se extendería por todo el país la conciencia pública sobre el movimiento de los derechos civiles y se consolidaría como uno de los más grandes oradores de la historia estadounidense. La mayor parte de los derechos reclamados por el movimiento serían aprobados con la promulgación de la Ley de Derechos Civiles de 1964 y la Ley de derecho de voto de 1965.
El asesinato de Martin Luther King, Jr. se considera uno de los magnicidios del siglo XX. King es recordado como uno de los mayores líderes y héroes de la historia de Estados Unidos, y en la moderna historia de la no violencia. Se le concedió a título póstumo la Medalla Presidencial de la Libertad por Jimmy Carter en 1977 y la Medalla de oro del congreso de los Estados Unidos en 2004. Desde 1986, el día de Martin Luther King Jr. es día festivo en los Estados Unidos.

## Biografía

### Juventud
Martin Luther King, Jr. era hijo del pastor bautista Martin Luther King, Sr. y de Alberta Williams King, organista en una iglesia. Su padre tenía por nombre de pila Michael King; al principio fue nombrado con ese mismo nombre: Michael King, Jr. Pero en un viaje a Europa que realizó la familia en 1934, el padre, durante una visita a Alemania, decidió cambiar los nombres por Martin Luther en honor del reformador protestante Martín Lutero (originalmente, Martin Luther). Tuvo una hermana mayor, Christine King Farris, y un hermano más joven, Alfred Daniel Williams King.
Desde pequeño, vivió la experiencia de una sociedad segregacionista; a los seis años, dos amigos blancos le anunciaron que no estaban autorizados a jugar con él.
En 1939, cantó con el coro de su iglesia en Atlanta para la presentación de la película Lo que el viento se llevó.
King estudió en la Booker T. Washington High School de Atlanta. No cursó ni el noveno ni el duodécimo grados, y entró a los 15 años en el Morehouse College, una universidad reservada a los jóvenes negros, sin haberse graduado en secundaria. En 1948, se graduó en sociología (Bachelor of Arts) en el Morehouse  y se matriculó en el Crozer Theological Seminary en Chester, en Pensilvania, de donde salió con un grado de Bachelor of Divinity (licenciatura en teología) el 12 de junio de 1951. King comenzó en septiembre de ese mismo año sus estudios de doctorado en Teología sistemática en la Universidad de Boston, recibiendo el grado de Doctor en Filosofía el 5 de junio de 1955.
Se casó el 18 de junio de 1953 con Coretta Scott, que tomó su nombre para convertirse en Coretta Scott King, en el jardín de la casa de sus padres en Heiberger, Alabama. Tuvieron cuatro hijos: Yolanda King, en 1955, Martin Luther King III, en 1957, Dexter Scott King, en 1961, y Bernice King en 1963.

### Ministerio
King fue nombrado en 1954 pastor de la Iglesia bautista de la Avenida Dexter, en Montgomery, con 25 años de edad.
De 1960 a 1968, fue pastor asistente de la Iglesia Bautista Ebenezer en Atlanta con su padre.
En 1961, dejó la Convención Bautista Nacional, EE. UU., para formar la Convención Bautista Nacional Progresista con otros pastores.

### Montgomery: la lucha por los derechos civiles
El sur de los Estados Unidos se caracterizaba en esa época por la violencia que se ejercía contra los negros, un racismo que llegaría a provocar en 1955 la muerte de tres afroamericanos: Emmett Till, un adolescente de 14 años; el pastor activista George W. Lee y el militante de los derechos civiles Lamar Smith.
El 1 de diciembre de 1955, cuando Rosa Parks, una mujer negra, fue arrestada por haber violado las leyes segregacionistas de la ciudad de Montgomery al no querer ceder su asiento a un hombre blanco en un autobús, King inició un boicot de autobuses con la ayuda del pastor Ralph Abernathy y de Edgar Nixon, director local de la National Association for the Advancement of Colored People.
La población negra apoyó y sostuvo el boicot, y organizó un sistema de viajes compartidos. King fue arrestado durante esa campaña, que duró 382 días y que resultó de una extrema tensión a causa de los segregacionistas blancos que recurrieron a métodos terroristas para intentar amedrentar a los negros: la casa de Martin Luther King fue atacada con bombas incendiarias la mañana del 30 de enero de 1956, así como la de Ralph Abernathy y cuatro iglesias.
Los boicoteadores fueron objeto constante de agresiones físicas, pero el conjunto de los cuarenta mil negros de la ciudad siguieron con su protesta, llegando en ocasiones a caminar hasta 30 km para llegar a sus lugares de trabajo.
El boicot terminó gracias a una decisión de la Corte Suprema de los Estados Unidos del 13 de noviembre de 1956 que declaraba ilegal la segregación en los autobuses, restaurantes, escuelas y otros lugares públicos.
Con esa campaña de 1957, King participó en la fundación de la SCLC (Conferencia Sur de Liderazgo Cristiano, en inglés), un grupo pacifista del que sería presidente hasta su muerte y que se había creado para participar en el movimiento por los derechos civiles organizando a las iglesias afroamericanas en las protestas no violentas.
King se adhirió a la filosofía de la desobediencia civil no violenta, tal como había descrito Henry David Thoreau  y como había utilizado con éxito Gandhi en la India. Aconsejado por el militante de los derechos civiles Bayard Rustin, decidió utilizarla con motivo de las manifestaciones de la SCLC.
King expuso en 1958 su punto de vista sobre la segregación racial y la espiral de desigualdad y de odio que provocaba en su libro Stride toward freedom; the Montgomery story («La marcha hacia la libertad; la historia de Montgomery»):

Con frecuencia, los hombres se odian unos a otros porque se tienen miedo; tienen miedo porque no se conocen; no se conocen porque no se pueden comunicar; no se pueden comunicar porque están separados.

Mientras estaba firmando ejemplares de su libro en una tienda de Harlem, el 20 de septiembre de ese año fue apuñalado por Izola Curry († 2015), una mujer negra que lo acusó de ser un jefe comunista y que sería juzgada como desequilibrada. King escapó por poco de la muerte, pues la herida hecha con un cortapapeles le había rozado la aorta. Perdonó a su agresora y en una declaración a la prensa  aprovechó para subrayar y denunciar la presencia de la violencia en la sociedad estadounidense:

El aspecto patético de esta experiencia no es la herida de un individuo. Demuestra el clima de odio y de amargura que impregna de tal manera nuestra nación, que estos accesos de extrema violencia deben surgir en forma inevitable. Hoy soy yo. Mañana podría ser otro dirigente o no importa quién, hombre, mujer o niño, quien sea víctima de la anarquía y la brutalidad. Espero que esta experiencia termine por ser socialmente constructiva demostrando la necesidad urgente de la no violencia para gobernar los asuntos de los hombres.

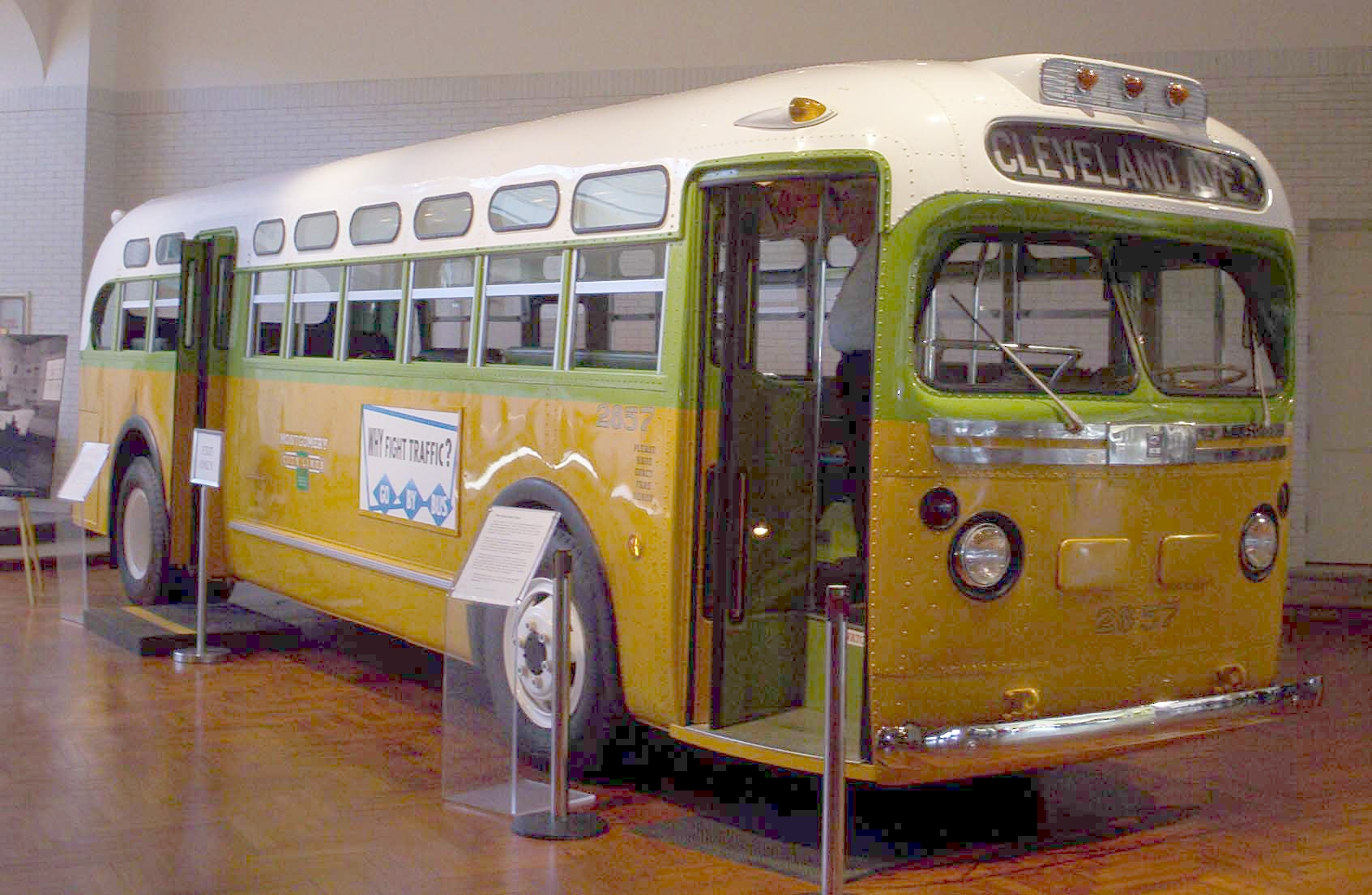
Autobús histórico donde se desarrolló el incidente protagonizado por Rosa Parks, expuesto en el Henry Ford Museum

En 1959 escribió el libro The measure of a man (La medida de un hombre), un intento de describir una estructura óptima de sociedad política, social y económica, libro del que se extrajo el ensayo What is man? (¿Qué es un hombre?).
El FBI comenzó a someter a vigilancia a Martin Luther King en 1961, en la creencia de que los comunistas intentaban infiltrarse en el movimiento de los derechos civiles. Aunque no consiguieron ninguna prueba, la agencia utilizó ciertos detalles registrados a lo largo de seis años para intentar apartarle de la dirección de la organización.
King previó con claridad que las protestas organizadas y no violentas contra el sistema de segregación del sur provocarían una gran cobertura mediática del conflicto por la igualdad y el derecho al voto de las personas de piel negra.
Las reseñas de los periodistas y los reportajes de la televisión mostraron las privaciones y humillaciones cotidianas de los afroamericanos del sur de los Estados Unidos, así como la violencia y el acoso desplegados por los segregacionistas contra los militantes de los derechos civiles. Como consecuencia de ello, se produjo una ola de incipiente simpatía en el seno de la opinión pública por el movimiento, que terminaría por convertirse en el tema político más importante de los Estados Unidos de los años sesenta.
Martin Luther King organizó y dirigió marchas por el derecho al voto de los afroamericanos, la desegregación, el derecho al trabajo y otros derechos del hombre básicos. La mayor parte de ellos terminaron por ser sancionados como leyes en la Civil Rights Act of 1964 y el Voting Rights Act de 1965.
Junto con el SCLC aplicaron con éxito los principios de manifestación no violenta eligiendo en forma estratégica los lugares y el método de protesta, consiguiendo confrontaciones espectaculares con las autoridades segregacionistas.

### Albany
En Albany (Georgia), tuvo que reunir en 1961 y 1962 a los activistas locales del Student Nonviolent Coordinating Committee (SNCC; Comité Coordinador Estudiantil No Violento) y de la National Association for the Advancement of Colored People (Asociación Nacional para el Progreso de la Gente de Color) dirigida por William G. Anderson, un médico negro.
King intervino porque el SNCC no conseguía hacer avanzar el movimiento a pesar de las eficaces acciones no violentas (ocupación de bibliotecas, estaciones de bus, restaurantes reservados a los blancos, boicots y manifestaciones) a causa de la habilidad del jefe de policía de Albany, Laurie Pritchett, que realizaba arrestos masivos sin violencia y organizó una dispersión de los detenidos por todo el condado.
Tuvo que intervenir porque esta organización lo había criticado por haber apoyado, en su opinión, con debilidad los «freedom rides» (‘autobuses de la libertad’ contra la segregación).

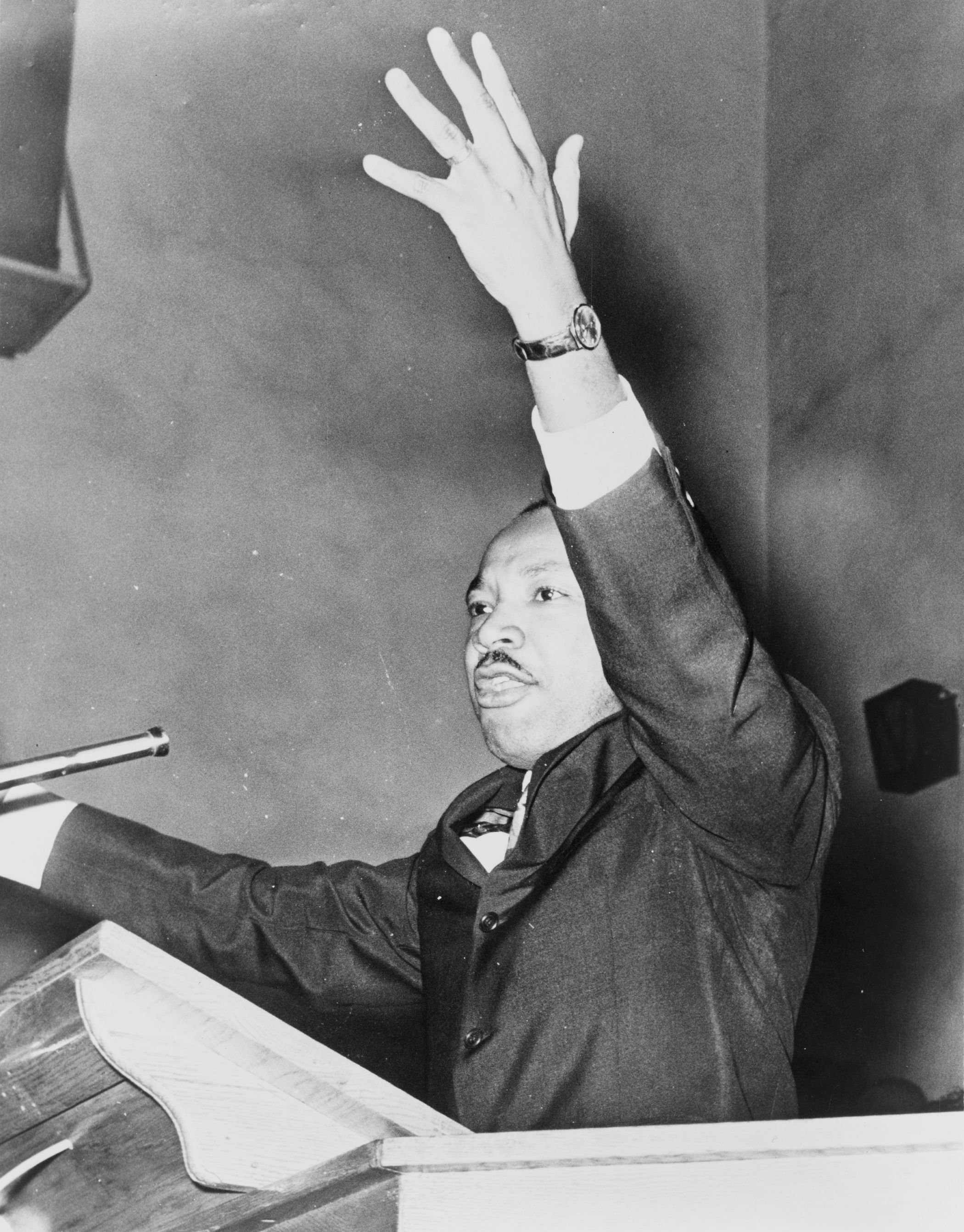
Martin Luther King en una concentración por la libertad en 1962

Aunque no pensaba quedarse más que unos días y solo con la intención de actuar como consejero, fue arrestado durante una detención masiva de manifestantes pacíficos. Rechazó pagar la fianza en tanto la ciudad no hiciese concesiones a las reclamaciones que habían provocado las manifestaciones.
No mucho tiempo después de su marcha, los acuerdos que se habían alcanzado fueron «deshonrados y violados por la ciudad».
Regresó en julio de 1962 y fue condenado a 45 días de prisión o a pagar 178 dólares de multa. Eligió la cárcel, pero fue liberado en forma discreta a los tres días por el jefe de policía Pritchett, que se las arregló para pagar su multa. King comentaría:

Habíamos sido testigos de personas echadas de restaurantes... expulsadas de las iglesias... y mandadas a prisión... Pero por primera vez, éramos testigos de alguien echado a patadas de prisión.

Tras cerca de un año sin resultados tangibles, el movimiento comenzó a debilitarse y a dividirse entre radicales y moderados. Durante una manifestación, jóvenes negros lanzaron piedras contra la policía; Martin Luther King exigió el alto de todas las protestas y un «día de penitencia» para promover la no violencia y mantener la moral. Más tarde, fue otra vez arrestado y encarcelado durante dos semanas.
A pesar de la movilización, el movimiento de Albany no consiguió obtener resultados inmediatos, pero sirvió de lección estratégica para Martin Luther King y el movimiento de los derechos civiles, que decidieron concentrarse en temas específicos con el objeto de obtener victorias simbólicas:

El error que cometí fue protestar contra la segregación en general antes que contra alguno de sus hechos distintivos en concreto […] Una victoria de este tipo habría sido simbólica y habría galvanizado nuestro apoyo y nuestra moral... Cuando se planificó nuestra estrategia para Birmingham meses después, pasamos muchas horas evaluando Albany e intentando aprender de nuestros errores. Nuestro examen nos ayudó no solamente a hacer nuestras futuras tácticas más eficaces, sino que nos reveló también que lo de Albany había estado lejos de ser un fracaso total.

Sin embargo, el activismo local continuó, al tiempo que la atención de los medios se dirigía a otros temas. La primavera siguiente, la ciudad anularía todas sus leyes segregacionistas.

### Birmingham

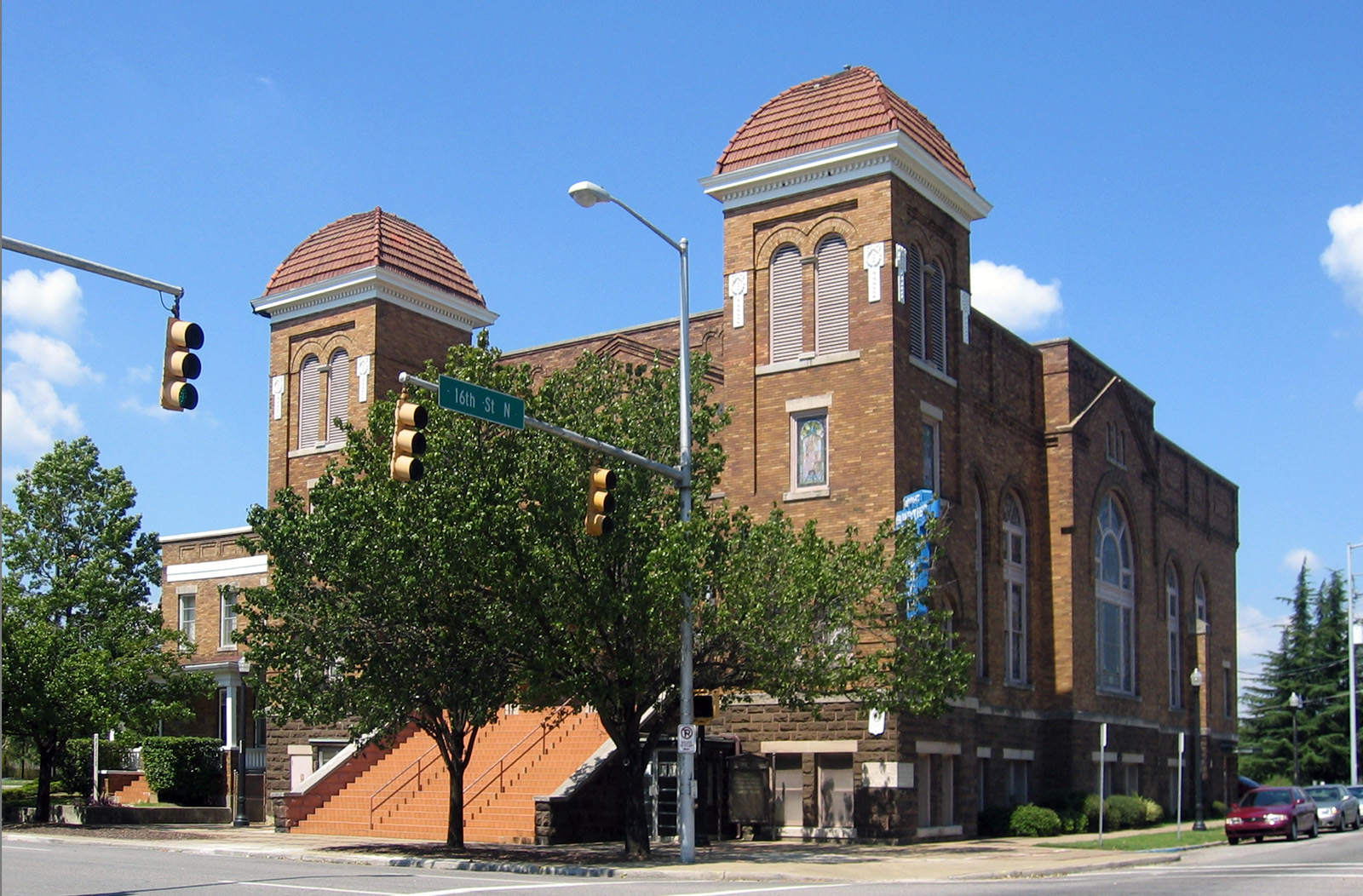
Iglesia bautista en la calle 16 de Birmingham, cuartel general del movimiento por los derechos civiles durante la campaña y donde tuvo lugar el atentado del 15 de septiembre de 1963.

En 1960, la población de Birmingham era de trescientos cincuenta mil habitantes, un 65 % eran blancos y el resto negros. Era una de las ciudades que mantenían y aseguraban por medio de la ley local el mayor grado de segregación racial de los Estados Unidos en todos los aspectos de la vida, y tanto en los establecimientos públicos como en los privados. En esa época, solo el 10 % de la población negra estaba inscrita en las listas electorales  y su nivel de vida medio era menos de la mitad que el de los blancos, y los salarios para un mismo puesto eran, por lo general, muy inferiores.
Birmingham no tenía ni policías, ni bomberos, ni tenderos, ni directores ni empleados de banca negros; los empleos para la población negra estaban limitados a los trabajos manuales en las acerías. Una secretaria negra no podía trabajar para un patrón blanco. El desempleo entre los negros era dos veces y medio más elevado que el de los blancos. Cincuenta atentados racistas no aclarados entre 1945 y 1962 dieron a la ciudad el sobrenombre de «Bombingham». Las iglesias negras donde se discutía sobre los derechos civiles fueron objetivos preferentes  y la ciudad descargó una particular violencia contra los Freedom Riders.
Un responsable local de los derechos civiles, el pastor Shuttlesworth, intentó luchar a través de la justicia para que se desegregasen los parques de la ciudad, pero la ciudad reaccionó cerrándolos. El domicilio y la iglesia donde el pastor ejercía fueron entonces objeto de varios atentados con bomba. Tras la detención de Shuttlesworth en 1962 por haber violado las leyes segregacionistas y que una petición al alcalde hubiese sido tirada a la papelera, según el propio alcalde, el pastor pidió la ayuda de Martin Luther King y del SCLC, subrayando el papel crucial de Birmingham en la lucha nacional por la igualdad racial.
Las protestas comenzaron por un boicot en la Pascua de 1963 para animar a los jefes de empresas a que abriesen los empleos de vendedores y otros puestos a las personas de todas las razas, y para detener la segregación en las tiendas, manifestada, por ejemplo, en la existencia de cajas de cobro reservadas en exclusiva para los blancos.
Dado que los dirigentes económicos resistieron al boicot, Martin Luther King y el SCLC empezaron lo que habían bautizado como el proyecto C, una serie de manifestaciones no violentas, como las sentadas en restaurantes y bibliotecas, el arrodillamiento de personas negras en las iglesias reservadas a los blancos, marchas de protesta pacíficas, etc.; todo ello con la finalidad de provocar arrestos.
Martin Luther King resumió la filosofía de la campaña de Birmingham de la siguiente manera:

El objetivo de […] la acción directa es crear una situación de crisis generalizada que abra en forma inevitable la puerta a las negociaciones.

Él mismo fue arrestado el 13 de abril. Durante su estancia en la cárcel, escribió la famosa Carta desde la cárcel de Birmingham (Letter from Birmingham Jail), un ensayo donde define su lucha contra la segregación y que constituye una apasionada declaración de su cruzada por la justicia y la vida.
En tales circunstancias, recibió el apoyo directo del presidente John Fitzgerald Kennedy, y su mujer Coretta el de Jacqueline Kennedy; fue liberado una semana después.

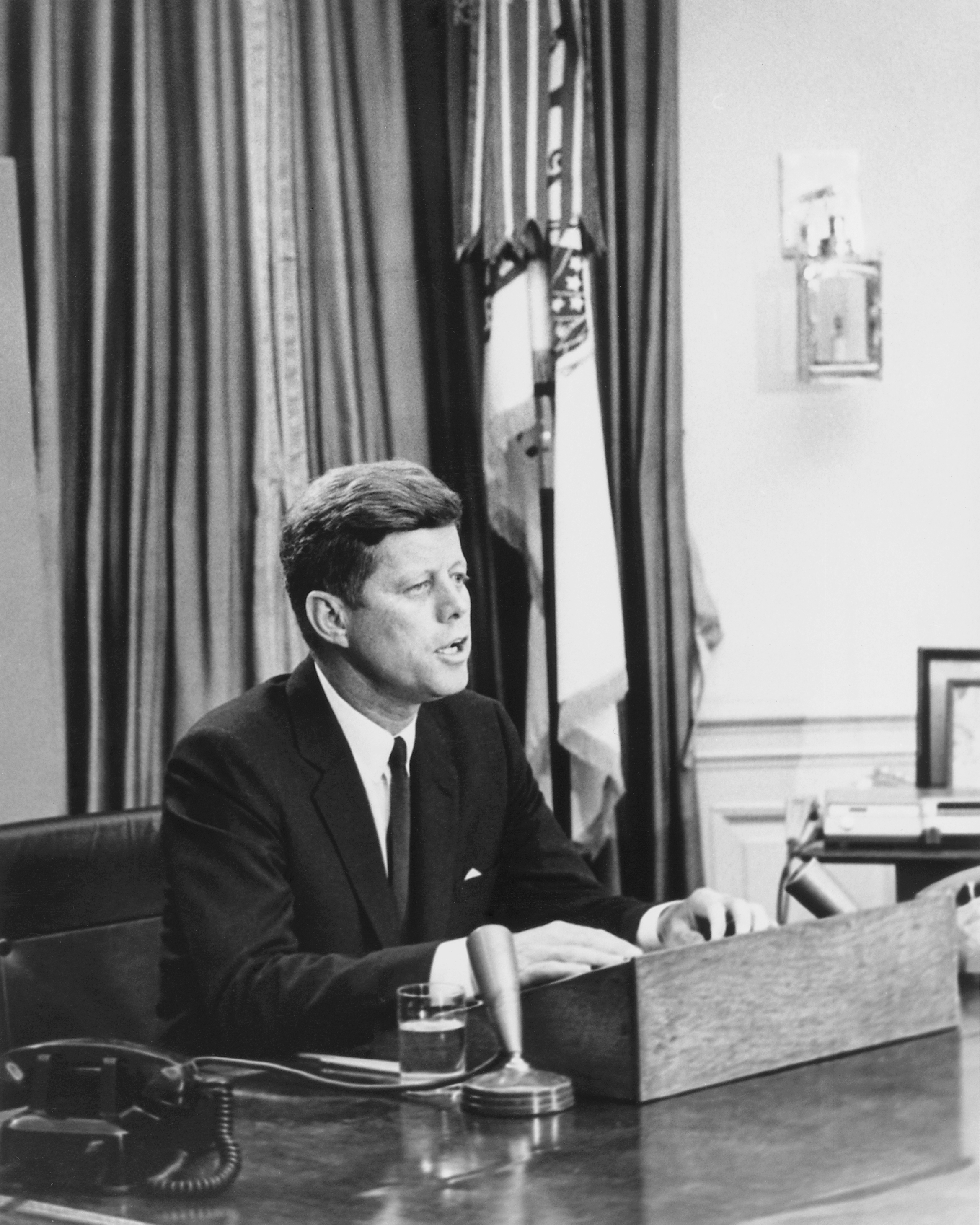
El presidente John F. Kennedy se dirige el 11 de junio de 1963 al pueblo estadounidense a propósito de los derechos civiles

Aunque la campaña no disponía ya de demasiados voluntarios, los organizadores, a pesar de las vacilaciones de Martin Luther King, reclutaron a estudiantes y niños en una maniobra que fue denominada por los medios como «la cruzada de los niños».
El 2 de mayo, cientos de estudiantes de todas las edades fueron preparados y entrenados para participar en forma pacífica en las manifestaciones. Fueron arrestados con violencia por la policía que utilizó perros, y también chorros de agua a alta presión de una potencia tal que podían romper la ropa o levantar a una niña por encima de un coche. Como reacción, y a pesar de las instrucciones del SCLC, los padres y los guías comenzaron a tirar objetos contra la policía, aunque fueron corregidos por los organizadores.
La decisión de utilizar a los niños aun en una manifestación no violenta fue muy criticada, entre otros por el ministro de Justicia Robert Francis Kennedy y por el activista Malcolm X, quien declaró que «los verdaderos hombres no ponen a sus niños en el punto de mira».
Martin Luther King, que se mantuvo callado y fuera de la ciudad cuando uno de sus amigos organizaba las manifestaciones infantiles, entendió el éxito del acontecimiento y declaró en una celebración religiosa que:

Este día me ha inspirado y conmovido y nunca había visto cosa igual.

Las escenas de violencia policial, con amplia cobertura en los medios, provocaron la reacción internacional y sacaron a la luz la segregación racial existente en el sur de los Estados Unidos. El senador de Oregón, Wayne Morse, comparó Birmingham con el apartheid en África del Sur. Las cárceles se llenaron y varios niños se presentaron ante ellas cantando para ser arrestados.
La ciudad estuvo al borde del hundimiento civil y económico porque todos los comercios del centro dejaron de funcionar.

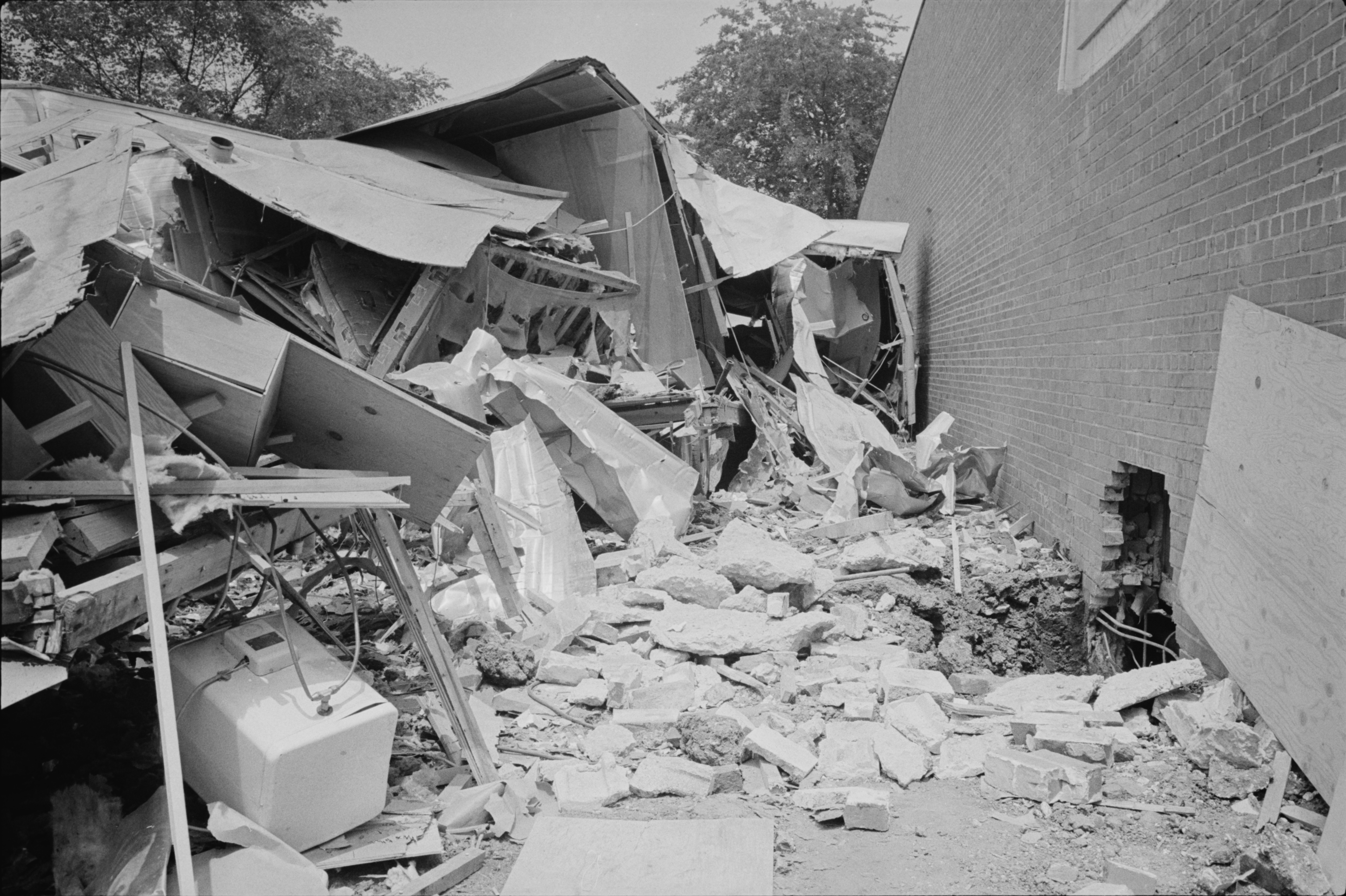
Ruinas del Gaston Motel, donde se había alojado poco antes Martin Luther, tras el atentado con bomba del 11 de mayo de 1963. Otra bomba dañó al mismo tiempo la casa de su hermano el reverendo Alfred Daniel Williams King.

El gobernador George Wallace envió a la policía del Estado para apoyar al jefe de la policía local. Robert Kennedy mandó el 13 de mayo a la Guardia Nacional para evitar que se desbordasen los acontecimientos como consecuencia de sendos atentados con bomba contra un hotel donde se había alojado Martin Luther King y contra la casa del hermano de este, que había derivado en una manifestación contra la policía.
El 21 de mayo dimitió el alcalde, el jefe de policía fue relevado y en junio todos los carteles segregacionistas fueron eliminados y los lugares públicos abiertos a las negros.
Al final de la campaña, la reputación de Martin Luther King se había reforzado en forma considerable  y Birmingham se convirtió en un elemento importante para el éxito de la futura marcha sobre Washington.
El 15 de septiembre, un atentado con bomba del Ku Klux Klan contra la iglesia bautista de la calle 16 durante el momento de la oración causó la muerte de cuatro muchachas negras e hirió a 22 niños. El ataque provocó la indignación nacional y reforzó el movimiento de los derechos civiles.

### La marcha sobre Washington

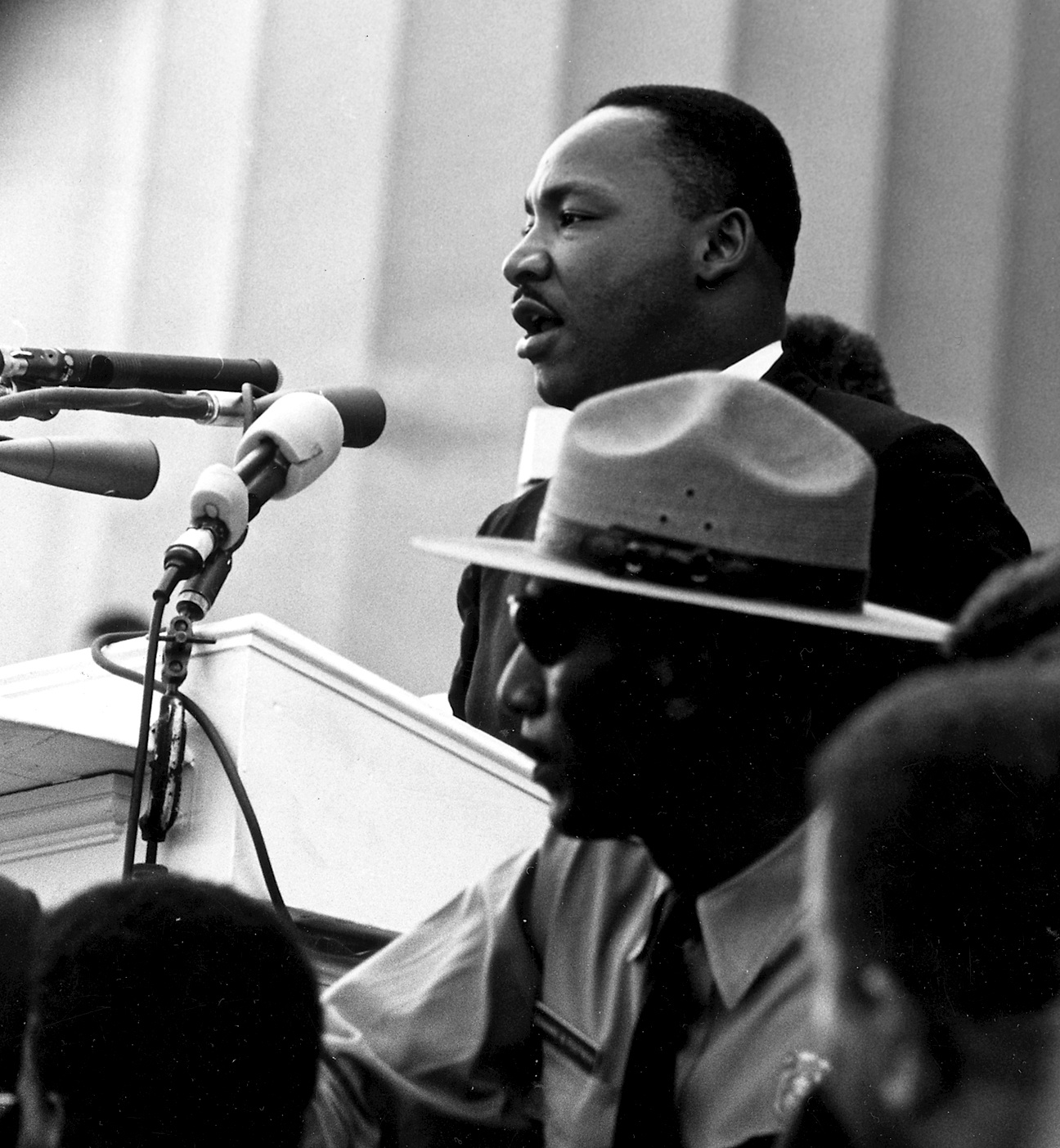
King habla durante la marcha sobre Washington

Representando al SCLC, Martin Luther King era el dirigente de una de las seis grandes organizaciones por los derechos civiles que organizaron la marcha sobre Washington por el trabajo y la libertad. Y fue uno de los que aceptaron la sugerencia del presidente John F. Kennedy de cambiar el mensaje de la misma.
El presidente, que ya había apoyado en público a Martin Luther King y había intervenido varias veces para que se le dejase salir de prisión, se había opuesto al principio al objetivo de la marcha porque consideraba que podría tener un impacto negativo en el voto de la ley sobre los derechos civiles.
Ese objetivo inicial era el mostrar la situación desesperada de los afroamericanos de los estados del sur y denunciar el fracaso del gobierno federal en asegurar sus derechos y su seguridad.
El grupo de los seis aceptó bajo la presión e influencia presidencial presentar un mensaje menos radical. Algunos activistas de los derechos civiles pensaron entonces que la marcha presentaba así una visión inexacta y edulcorada de la situación de los negros; Malcolm X la llamó «la farsa sobre Washington» y los miembros de la organización Nación del Islam, que participaron en la marcha, fueron suspendidos temporalmente.
La marcha planteó, sin embargo, demandas específicas:
- El fin de la segregación racial en las escuelas públicas;
- Una legislación significativa sobre los derechos civiles (incluyendo una ley que prohibiese la discriminación racial en el mundo del trabajo);
- Una protección de los activistas de los derechos civiles de la violencia policial;
- Un salario mínimo de dos dólares para todos los trabajadores sin distinción;
- Un gobierno independiente para Washington D. C., que dependiese de un comité del Congreso.

A pesar de las tensiones, la marcha fue un rotundo éxito. Más de doscientas cincuenta mil personas de todas las etnias se reunieron el 28 de agosto de 1963 frente al Capitolio de los Estados Unidos, en lo que constituyó la manifestación más grande que haya tenido lugar en la capital estadounidense.
El que a la postre sería el momento álgido en la lucha de Martin Luther King fue su famoso discurso «I have a dream», en el que manifestó su voluntad y su esperanza de conocer una América fraternal. Este discurso  está considerado como uno de los mejores de la historia estadounidense, junto con el Gettysburg Address de Abraham Lincoln.

### St. Augustine, la Civil Rights Act y el Premio Nobel de la Paz

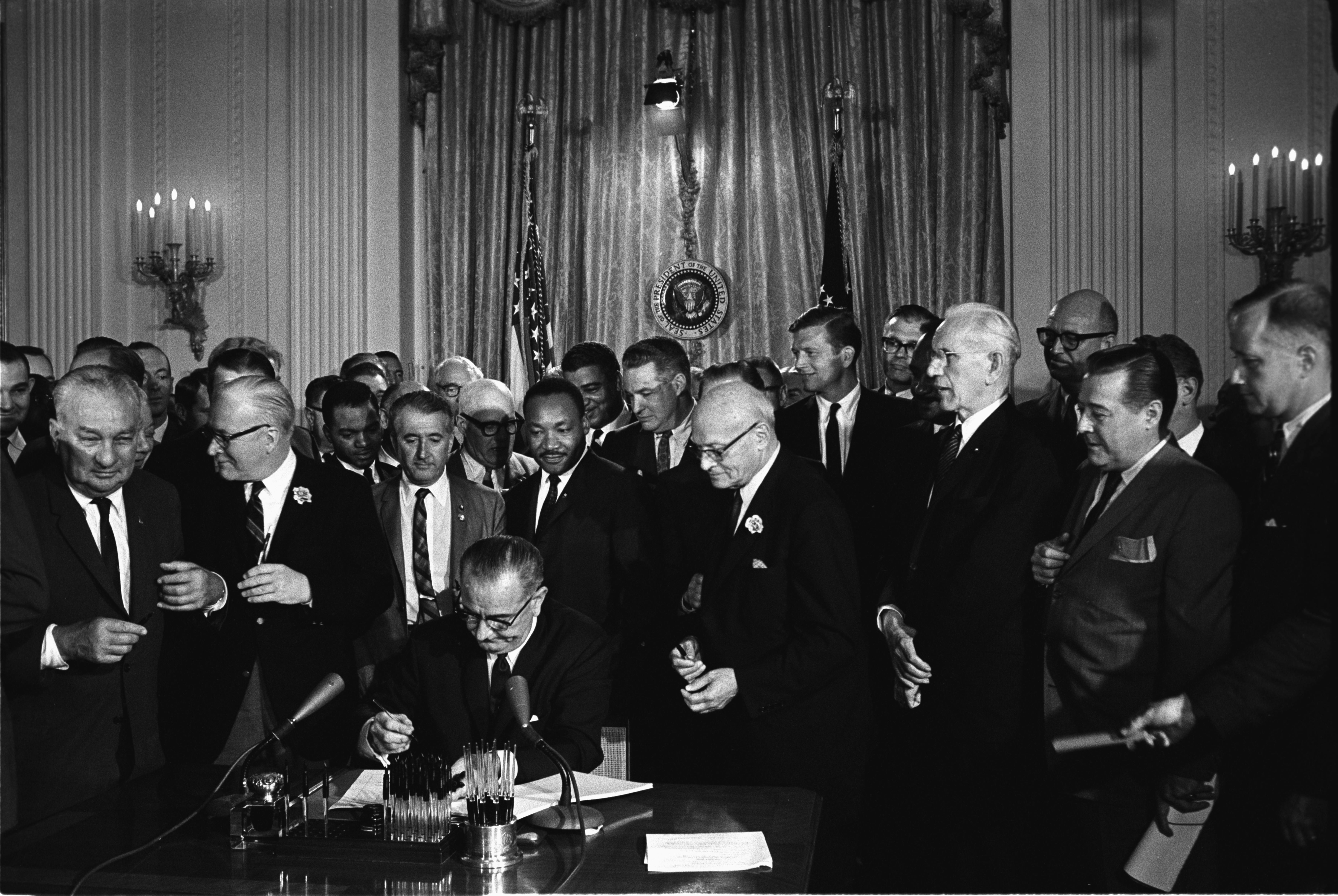
El presidente Lyndon Johnson firmando la Civil Rights Act ante Martin Luther King, el 2 de julio de 1964

A pesar del fallo de 1954 de la corte Suprema (Brown v. Board of Education), que declaró la segregación racial como inconstitucional en las escuelas públicas, solo seis niños negros fueron admitidos en las escuelas blancas en St. Augustine (Florida). Además, las casas de dos familias de estos niños fueron incendiadas por los segregacionistas blancos y otras familias fueron forzadas a marcharse de la región porque los padres habían sido despedidos de sus puestos y no pudieron encontrar otro en la zona.
En mayo y junio de 1964, Martin Luther King y otros dirigentes de los derechos civiles llevaron a cabo una acción directa en esa ciudad para denunciar los hechos. Una marcha nocturna alrededor del antiguo mercado de esclavos terminó con el ataque de los segregacionistas blancos contra los manifestantes y con la detención de cientos de personas. Como las cárceles eran demasiado pequeñas, se tuvo que encerrar a los detenidos al aire libre. Algunos manifestantes fueron arrojados al mar por la policía y por los segregacionistas, y se libraron de ahogarse durante un intento de llegar a las playas de Anastasia Island, reservadas a los blancos.
La tensión alcanzó su punto álgido cuando un grupo de manifestantes se tiró a la piscina del motel Monson prohibido a los negros. La fotografía de un policía zambulléndose para arrestar a un manifestante y la del propietario del motel vertiendo ácido clorhídrico en la piscina para hacer salir a los activistas, se conocieron en todo el mundo y sirvieron incluso a los países comunistas para desacreditar el discurso de la libertad de los Estados Unidos. Los manifestantes aguantaron la violencia física y verbal sin responder, lo que entrañó un movimiento de simpatía nacional y ayudó a la aprobación de la Civil Rights Act el 2 de julio de 1964.

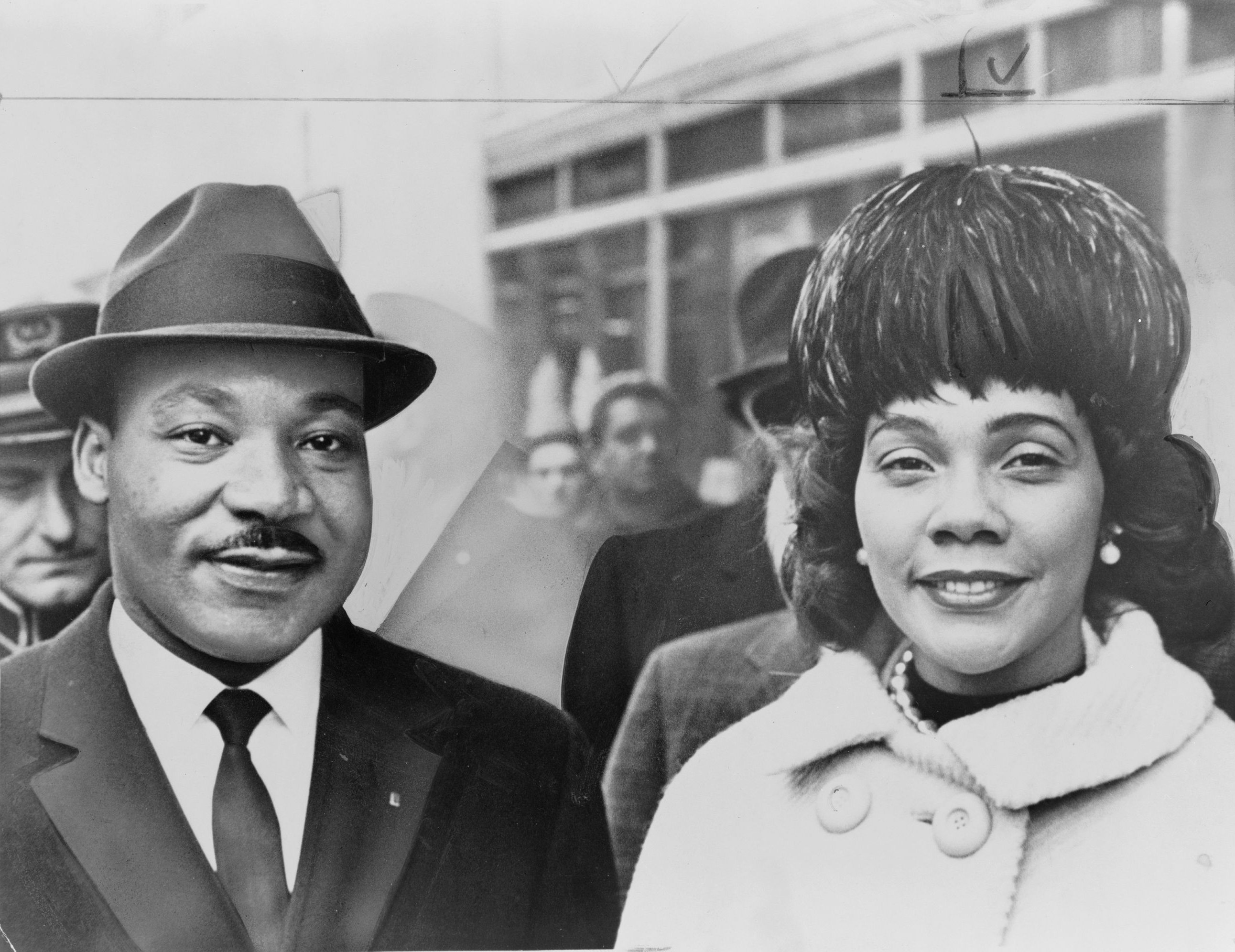
Martin Luther y Coretta Scott King, 1964

El 14 de octubre de 1964, Martin Luther King se convirtió en el galardonado más joven con el Premio Nobel de la Paz, por haber dirigido una resistencia no violenta con el objetivo de eliminar los prejuicios raciales en los Estados Unidos.

### «Bloody Sunday» (El domingo sangriento)
En diciembre de 1964, Martin L. King y el SCLC unieron sus fuerzas otra vez con el Student Nonviolent Coordinating Committee (SNCC) en Selma, Alabama, donde el SNCC trabajaba desde hacía meses en el registro de electores en las listas electorales. Selma era entonces un lugar importante para la defensa del derecho al voto de los afroamericanos. La mitad de los habitantes de la ciudad eran negros, pero solo el 1 % de ellos estaban inscritos en las listas electorales; la oficina del registro, que no estaba abierta más que dos días al mes, abría con retraso y sufría demoras además por las pausas para comer.
El 7 de marzo de 1965, seiscientos defensores de los derechos civiles salieron de Selma para intentar llegar a Montgomery, la capital del estado, con el fin de presentar sus quejas mediante una marcha pacífica. Fueron arrestados a los pocos kilómetros en el puente Edmund Pettus, donde la policía y una muchedumbre hostil de personas de piel blanca les impidió proseguir y los rechazó con violencia a golpe de porras y de gases lacrimógenos. Ese día sería recordado con el nombre de «bloody sunday»  y marcó un punto sin retorno en la lucha por los derechos civiles.
Los reportajes que mostraban la violencia policial permitieron al movimiento conseguir el apoyo de la opinión pública y subrayaron el éxito de la estrategia de no violencia de Martin L. King, que no estaba presente en esa primera marcha, pues había estado intentando retrasarla tras su encuentro con el presidente Lyndon B. Johnson. Dos días después, Martin L. King dirigió una marcha simbólica hasta el puente, una acción que parecía haber negociado con las autoridades locales y que provocó la incomprensión de los activistas de Selma.
El movimiento buscó entonces la protección de la justicia con el objeto de realizar la marcha, y el juez de la corte federal Frank Minis Johnson Jr resolvió en favor de los manifestantes:

La ley es clara con respecto al hecho de que el derecho a presentar quejas contra el gobierno puede ser ejercido por un gran grupo […] y estos derechos pueden ser ejercidos por una marcha, incluso de la extensión de una vía pública.

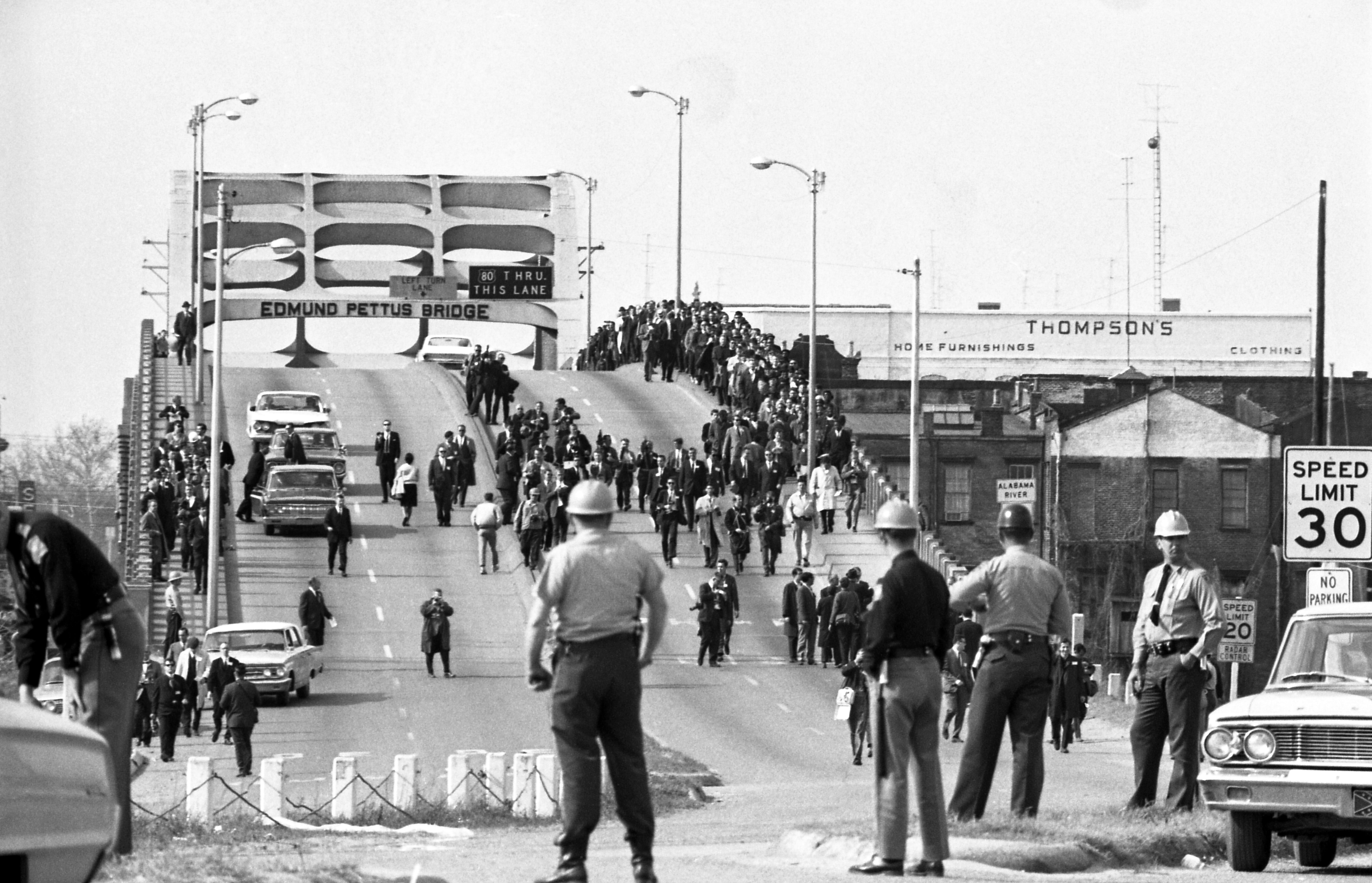
Policías de Alabama esperan a los manifestantes en el puente Edmund Pettus

Al fin, tres mil doscientos manifestantes partieron de Selma el 21 de marzo de 1965, recorriendo veinte kilómetros al día y durmiendo en los campos. Fue durante este trayecto cuando Willie Ricks ideó la expresión «black power». Al llegar al capitolio de Montgomery, el 25 de marzo, los manifestantes eran veinticinco mil. Martin L. King pronunció entonces el discurso «How Long, Not Long». Ese mismo día, la militante blanca de los derechos civiles, Viola Liuzzo, fue asesinada por el Ku Klux Klan cuando transportaba a unos manifestantes en su coche. Martin Luther King asistió a los funerales y el presidente Johnson intervino en la televisión para anunciar la detención de los culpables.
Menos de cinco meses después, el presidente firmó la Voting Rights Act mediante la que se garantizaba el derecho al voto para los ciudadanos negros sin restricciones de ningún tipo.

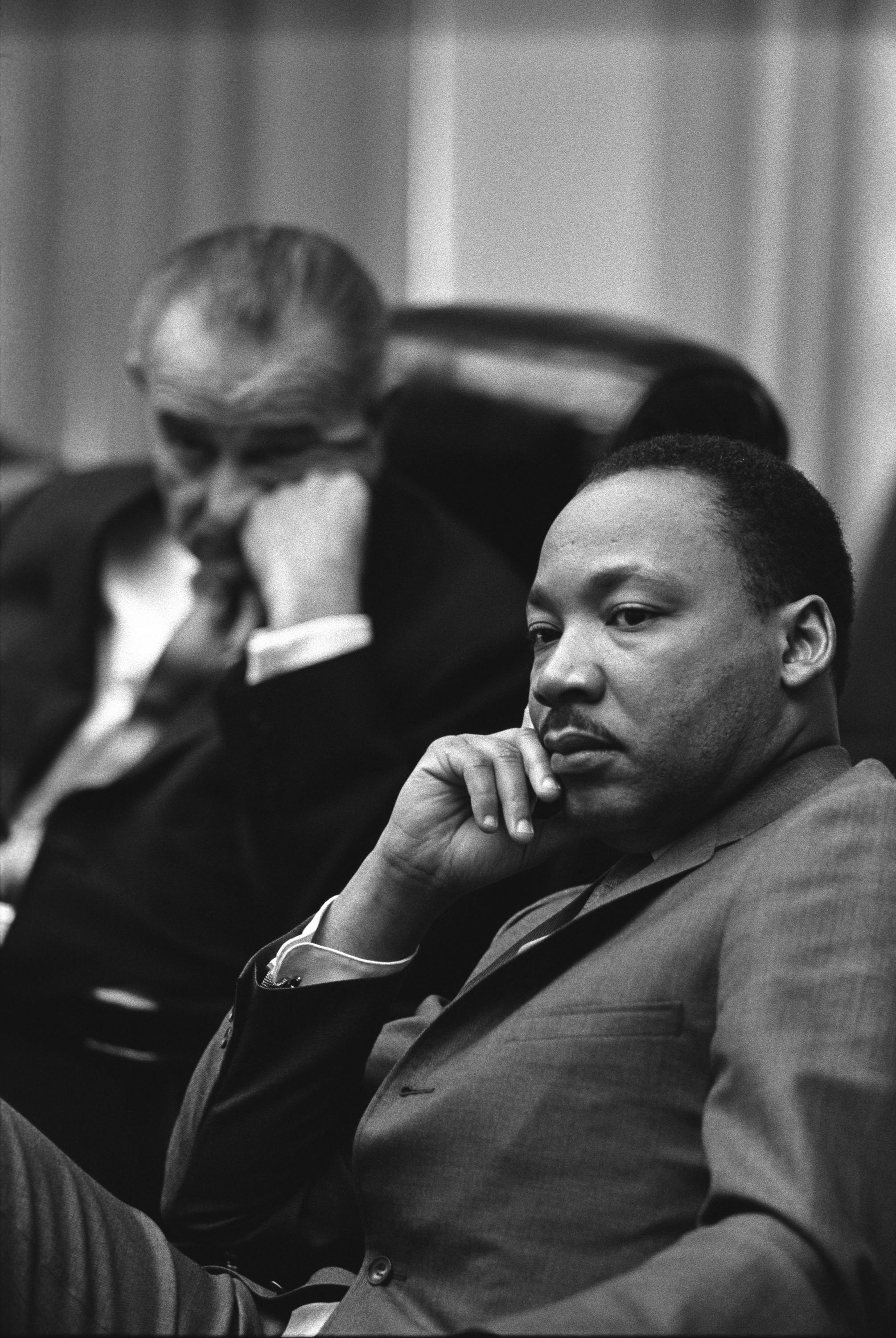
Martin L. King con el presidente Johnson al fondo de la imagen, en 1966.

### Chicago
Tras el éxito en el sur, Martin L. King y otras organizaciones en defensa de los derechos civiles intentaron extender en 1966 el movimiento hacia el norte: Chicago se convirtió en el objetivo principal. Martin Luther y Ralph Abernathy, ambos de clase media, se mudaron a los suburbios de Chicago en el contexto de una experiencia educativa y para mostrar su apoyo y empatía con los pobres.
La SCLC formó una alianza con la Coordinating Council of Community Organizations (CCCO), una organización fundada por Albert Raby Jr., y con el Chicago Freedom Movement (CFM). Durante la primavera, realizaron una serie de experimentos (testing) con parejas negras y blancas con el fin de desvelar las prácticas discriminatorias de las sociedades inmobiliarias. Los tests revelaron que la selección de parejas que solicitaban una vivienda no estaba basada en modo alguno en los ingresos, la distancia al trabajo, el número de hijos u otras características socioeconómicas (pues las parejas presentaban los mismos), sino más bien por el color de la piel.
Se organizaron grandes marchas pacíficas en Chicago y, Abernathy lo contaría más tarde, la recepción que tuvieron fue peor que en el sur. Fueron recibidos por una muchedumbre rencorosa que les lanzaba botellas, y Martin L. King y él comenzaron a temer que se desencadenase un motín.
Los principios de Martin Luther King chocaban con la responsabilidad de tener que llevar a los suyos hacia un hecho violento. Si Martin Luther King tenía la convicción de que una marcha pacífica iba a ser dispersada con violencia, prefería anularla para salvaguardar la seguridad de todos, como fue el caso del Bloody Sunday. No obstante, y a pesar de las amenazas de muerte contra su persona, condujo esas marchas. La violencia en Chicago fue tan intensa que conmocionó a los dos amigos.
Otro problema fue la duplicidad de los dirigentes de la ciudad. Algunos acuerdos sobre las acciones que había que realizar indicadas por King y Abernathy fueron anuladas más tarde por los políticos que formaban parte del ayuntamiento corrupto de Richard Daley.[cita requerida] Abernathy no pudo soportar las condiciones de vida en los suburbios y se marchó en secreto tras un corto período. Martin Luther King se quedó y escribió sobre el impacto emocional que representaba para Coretta y sus hijos el vivir en medio de condiciones tan duras.
Cuando Martin Luther King y sus aliados regresaron a casa, dejaron a Jesse Jackson, un joven seminarista que ya había participado en las acciones del sur, que organizase los primeros boicots dirigidos a conseguir el acceso a los mismos empleos, algo que resultaría ser un éxito tal que desembocaría en el programa de igualdad de oportunidades de los años 70.

### Contra la guerra de Vietnam y la pobreza

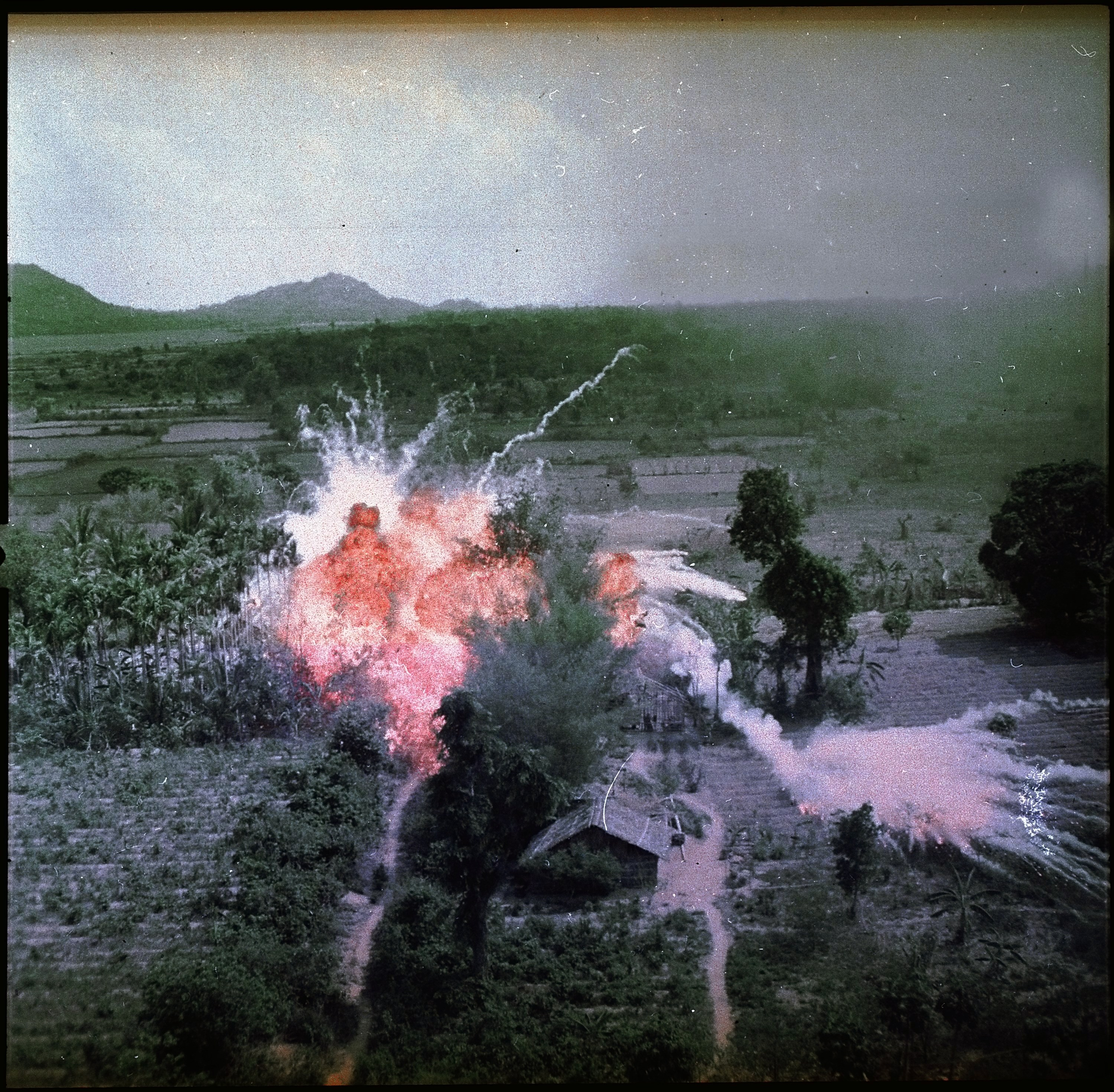
Bombardeo con napalm al sur de Saigón, 1965

A partir de 1965, Martin Luther King comenzó a expresar en público sus dudas sobre el papel de los Estados Unidos en la guerra de Vietnam. El 4 de abril de 1967, un año antes de su muerte, pronunció en Nueva York el discurso «Más allá de Vietnam: el momento de romper el silencio». Denunciaba en él la actitud de los Estados Unidos en Vietnam e insistía en el hecho de que estaban ocupando el país como una colonia estadounidense y llamaba al gobierno estadounidense «el más grande proveedor de violencia en el mundo de hoy». Insistía, también, en que el país tenía necesidad de un gran cambio moral:

Una verdadera revolución de valores se preocuparía luego, avergonzada, de los sorprendentes contrastes entre la pobreza y la riqueza. Con una indignación justificada, miraría más allá de los mares y vería a los capitalistas individualistas del oeste invirtiendo enormes cantidades de dinero en Asia, en África y en América del sur, solo para conseguir beneficios y sin ninguna preocupación por las mejoras sociales en esos países, diría: «No es justo».

Consideraba que Vietnam hacía difícil alcanzar los objetivos enunciados por Johnson en su discurso sobre el estado de la Unión de 1964, en el que anunciaba una «guerra contra la pobreza».
Martin Luther King ya era odiado por numerosos blancos racistas de los estados del sur, pero este discurso hizo que numerosos medios se volviesen contra él. Time calificó el discurso como «una calumnia demagógica que parecía un guion de Radio Hanoi», y The Washington Post declaró que King «había disminuido su utilidad a su causa, su país, su gente».
Martin Luther King expresó con frecuencia la idea de que Vietnam del Norte «no había empezado a enviar un gran número de provisiones u hombres hasta que las fuerzas estadounidenses llegaron por decenas de miles». Elogió también la reforma agraria emprendida por el norte. Acusó a los Estados Unidos de haber matado a un millón de vietnamitas, «sobre todo niños». Y propuso en una carta al monje budista y pacifista vietnamita Thich Nhat Hanh, que luchaba por detener el conflicto, para el Premio Nobel de la Paz de 1967.

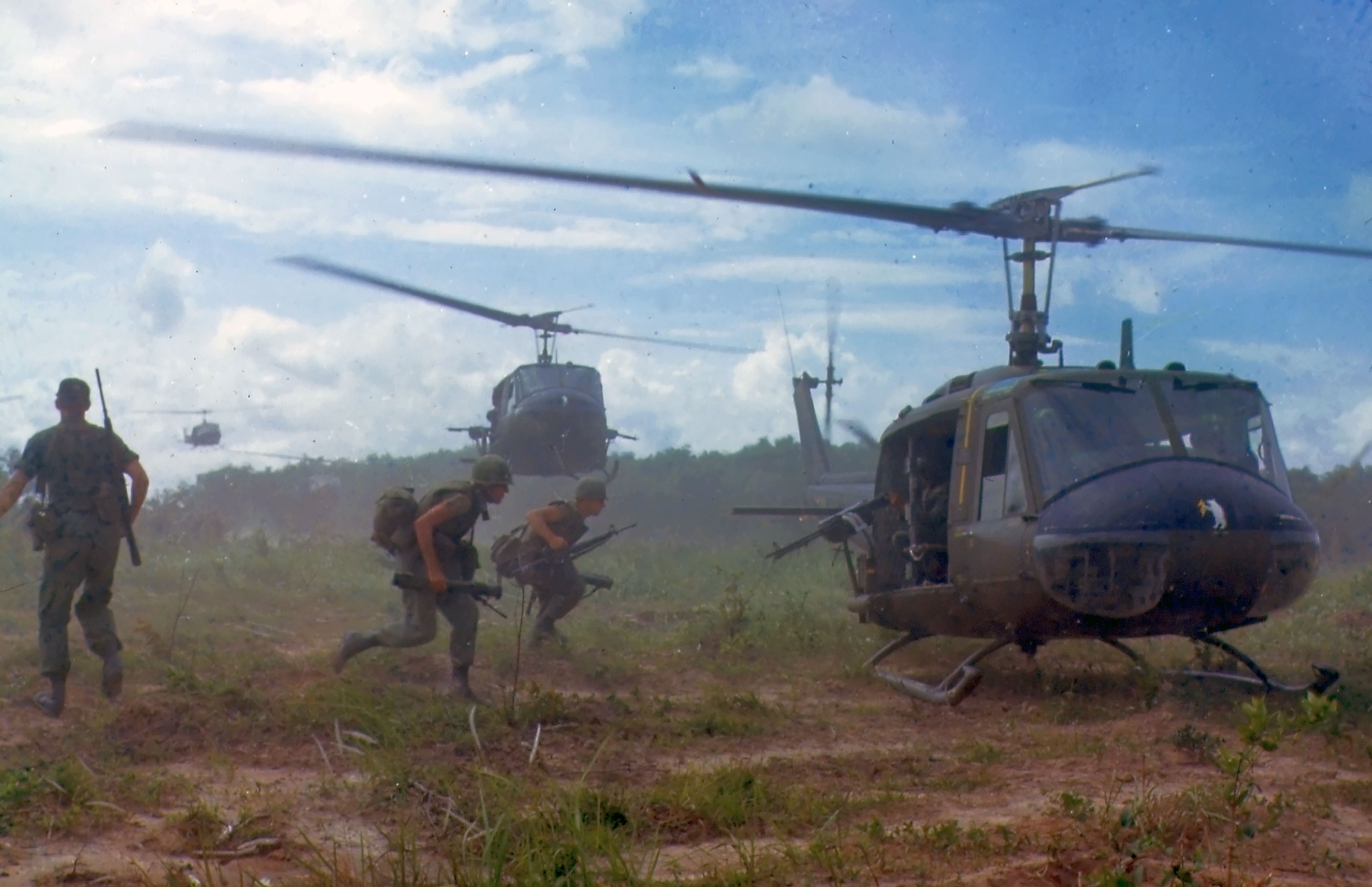
Tropas de tierra son evacuadas por Huey Hogs no lejos de Củ Chi, 1966

Dijo también en su discurso  que

La verdadera compasión es más que dar una limosna a un mendigo; permite ver que un edificio que produce mendigos tiene necesidad de una reestructuración. […] de Vietnam a África del Sur pasando por América latina, los Estados Unidos están en el lado malo de la revolución mundial.

Además, cuestionó «nuestra alianza con los terratenientes de América latina» y se preguntó por qué los Estados Unidos reprimían en lugar de apoyar las revoluciones de los «pueblos descalzos y descamisados» del tercer mundo.
El discurso era un reflejo de la evolución política de Martin Luther King en sus últimos años, debido en parte a su afiliación al Highlander Research and Education Center progresista, y que lo había llevado a hablar de una necesidad de cambios fundamentales en la vida política y económica de la nación. Expresaba con mucha frecuencia su oposición a la guerra y la necesidad de redistribuir los recursos para corregir las injusticias raciales y sociales.
Y aunque en sus alocuciones públicas era reservado a la hora de adscribirse en lo ideológico, con el fin de evitar ser etiquetado como comunista por sus enemigos políticos, en privado declaraba habitualmente apoyar al socialismo democrático:

Ustedes no pueden hablar de una resolución del problema económico de los negros sin hablar de millones de dólares. Ustedes no pueden hablar del fin de las chabolas sin decir primero que los beneficios no pueden conseguirse gracias a las chabolas. Ustedes en verdad falsean la realidad porque tienen negocios ahora con la gente. Ustedes tienen negocios con los capitanes de la industria […] Eso significa ahora que ustedes se mueven en un mar agitado, porque eso significa que hay algo que no funciona con... el capitalismo... Debe haber una mejor distribución de la riqueza y puede ser que América tenga que dirigirse hacia un socialismo democrático.

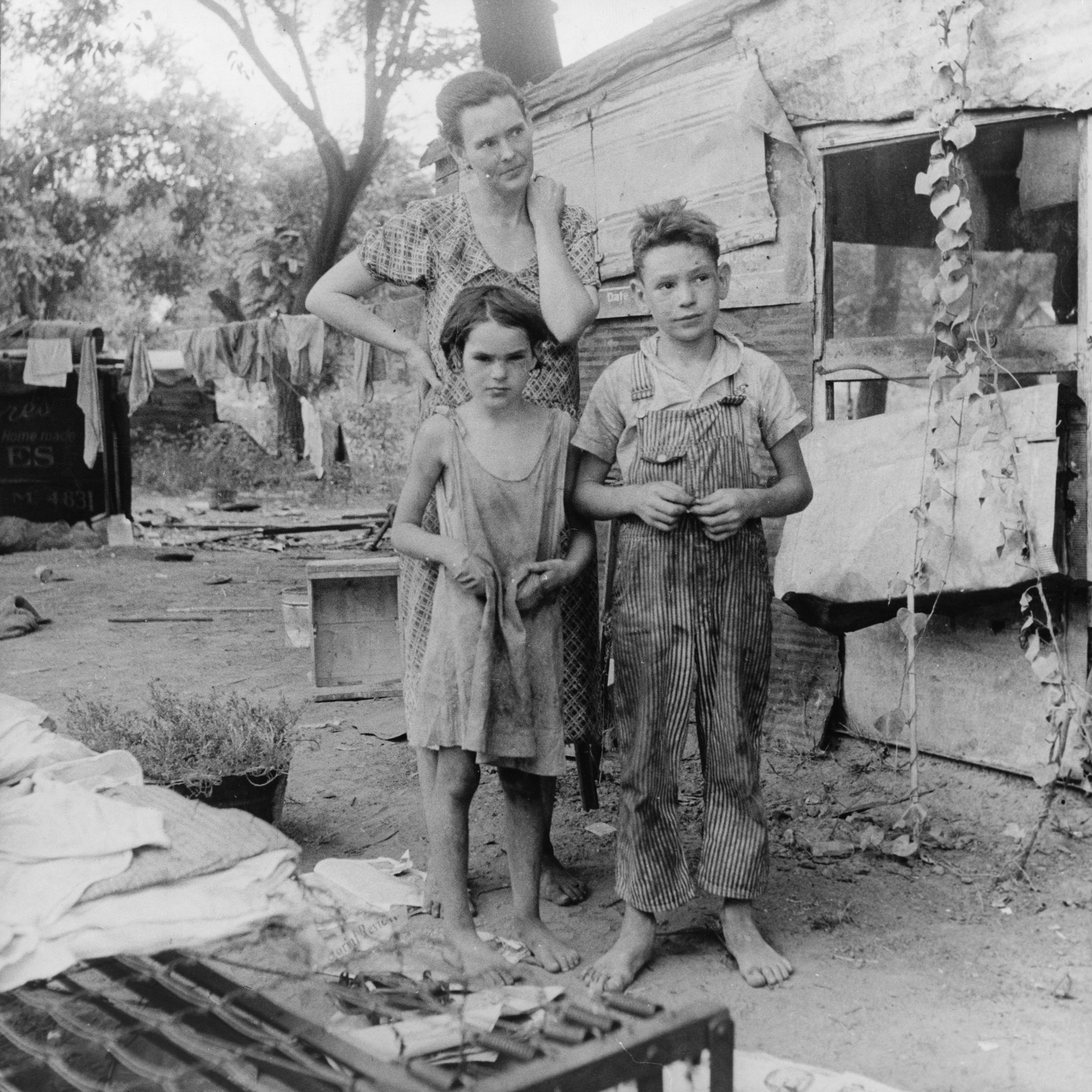
Pobres en Oklahoma durante la gran depresión

Martin Luther King había leído a Marx cuando estaba en Morehouse, pero aunque rechazaba el «capitalismo tradicional», rechazaba también el comunismo a causa «de su interpretación materialista de la historia» que niega la religión, su «relativismo étnico» y su «totalitarismo político».

### La campaña de los pobres
A partir de noviembre de 1967, King y el equipo de la Southern Christian Leadership Conference (SCLC) se reunieron para discutir la nueva legislación, los motines raciales (hot summers) y la aparición del Black power. Decidieron entonces organizar la Poor People's Campaign (la Campaña de los pobres) con el fin de luchar por la justicia social. Calificada por el pastor como la «segunda fase en el movimiento de los derechos civiles», pretendía combatir la pobreza, analizando su origen y no restringiéndose sólo a la defensa de los afroamericanos. King afirmó entonces:

No deben ser solo las gentes negras, sino todos los pobres. Debemos incluir a los amerindios, los puertorriqueños, los mexicanos e, incluso, a los pobres blancos.

No obstante, la campaña no fue apoyada por todos los dirigentes del movimiento de los derechos civiles, entre ellos Bayard Rustin. Su oposición se basaba en argumentos relativos al hecho de que los objetivos de la campaña eran demasiado amplios, las demandas irrealizables y que ello aceleraría el movimiento de represión contra los pobres y los negros.
Martin L. King recorrió el país de punta a punta para reunir un «ejército multirracial de los pobres», que marcharía hacia Washington e iniciaría una desobediencia civil en el Capitolio, que duraría si fuese necesario hasta que el Congreso firmase una «declaración de los derechos humanos del pobre». El Reader's Digest hablaría de una «insurrección».
Esta «declaración de los pobres» demandaba un programa de empleos gubernamentales para reconstruir las ciudades estadounidenses. Martin L. King veía una necesidad urgente de enfrentarse al Congreso, que había demostrado su «hostilidad a los pobres» al «distribuir los fondos militares con generosidad» pero dando «fondos a los pobres con avaricia».
Su visión era la de un cambio que fuese más revolucionario que una simple reforma: citó los defectos sistemáticos del racismo, de la pobreza, del militarismo e indicó que «la misma reconstrucción de la sociedad era el verdadero problema que había que resolver».
El asesinato de Martin Luther King en abril de 1968 afectó a la campaña. Ésta se inició en mayo, culminando con una marcha sobre Washington, sin lograr sus objetivos.

## Asesinato
A finales de marzo de 1968, Martin Luther King se desplazó a Memphis (Tennessee) para apoyar a los basureros negros locales que estaban en huelga desde el 12 de marzo con el objetivo de obtener una mejora salarial y un mejor trato.
A los afroamericanos se les pagaba un dólar y setenta centavos por hora, pero no se les abonaba cuando no podían trabajar por razones climatológicas, al contrario de lo que se hacía con los trabajadores blancos.
Como consecuencia de las protestas pacíficas, estalló una oleada de violencia contra ellas que degeneró en el asesinato de un joven afroamericano.

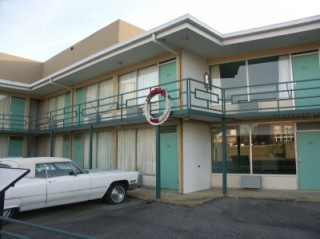
Balcón del Lorraine Motel donde fue asesinado Martin Luther King. Hoy en día es la sede del museo nacional de los derechos civiles

El 3 de abril, en el Mason Temple (Church of God in Christ, Inc. - sede mundial), Martin Luther King hizo el discurso profético «I've Been to the Mountaintop» (‘He estado en la cima de la montaña’) ante un auditorio eufórico:

No es en verdad importante lo que ahora ocurre... Algunos han comenzado a […] hablar de amenazas que se perfilan. ¿Qué es lo que me podría ocurrir por parte de uno de nuestros malvados hermanos blancos? … Como todo el mundo, a mí me gustaría vivir mucho tiempo. La longevidad es importante, pero eso es algo que ahora no me preocupa. Yo solo quiero cumplir la voluntad de Dios. ¡Y él me ha autorizado a subir a la montaña! Y he mirado en torno a mí y he visto la tierra prometida. Puede que yo no vaya allí con vosotros. Pero quiero que sepáis esta noche que nosotros llegaremos como pueblo a la tierra prometida. Y estoy muy feliz esta noche. No tengo ningún temor. No tengo miedo de ningún hombre. ¡Mis ojos han visto la gloria de la venida del Señor!

El 4 de abril de 1968 a las 18 horas y un minuto, Martin Luther King fue asesinado por un segregacionista blanco en el balcón del Lorraine Motel en Memphis (Tennessee). Por este hecho, se declara culpable a James Earl Ray, que se le sentencia a 99 años de cárcel. Las últimas palabras de King en ese balcón fueron dirigidas al músico Ben Branch, quien iba a actuar esa noche durante una reunión pública a la que asistiría Martin Luther King:

Ben, prepárate para tocar «Precious Lord, Take My Hand» (‘Señor, toma mi mano’) en la reunión de esta noche. Tócala de la manera más hermosa.

Al oír los disparos, sus amigos, que estaban dentro de la habitación, corrieron hacia el balcón donde encontraron a Martin Luther King con una bala en la garganta. Se le declaró muerto a las 19:05 en el St. Joseph's Hospital.
El asesinato provocó una oleada de motines raciales en sesenta ciudades de los Estados Unidos (125 en total)  que provocaron numerosas muertes y obligaron a la intervención de la Guardia Nacional. Cinco días más tarde, el presidente Johnson decretó un día de luto nacional (el primero por un afroamericano) en honor de Martin Luther King.

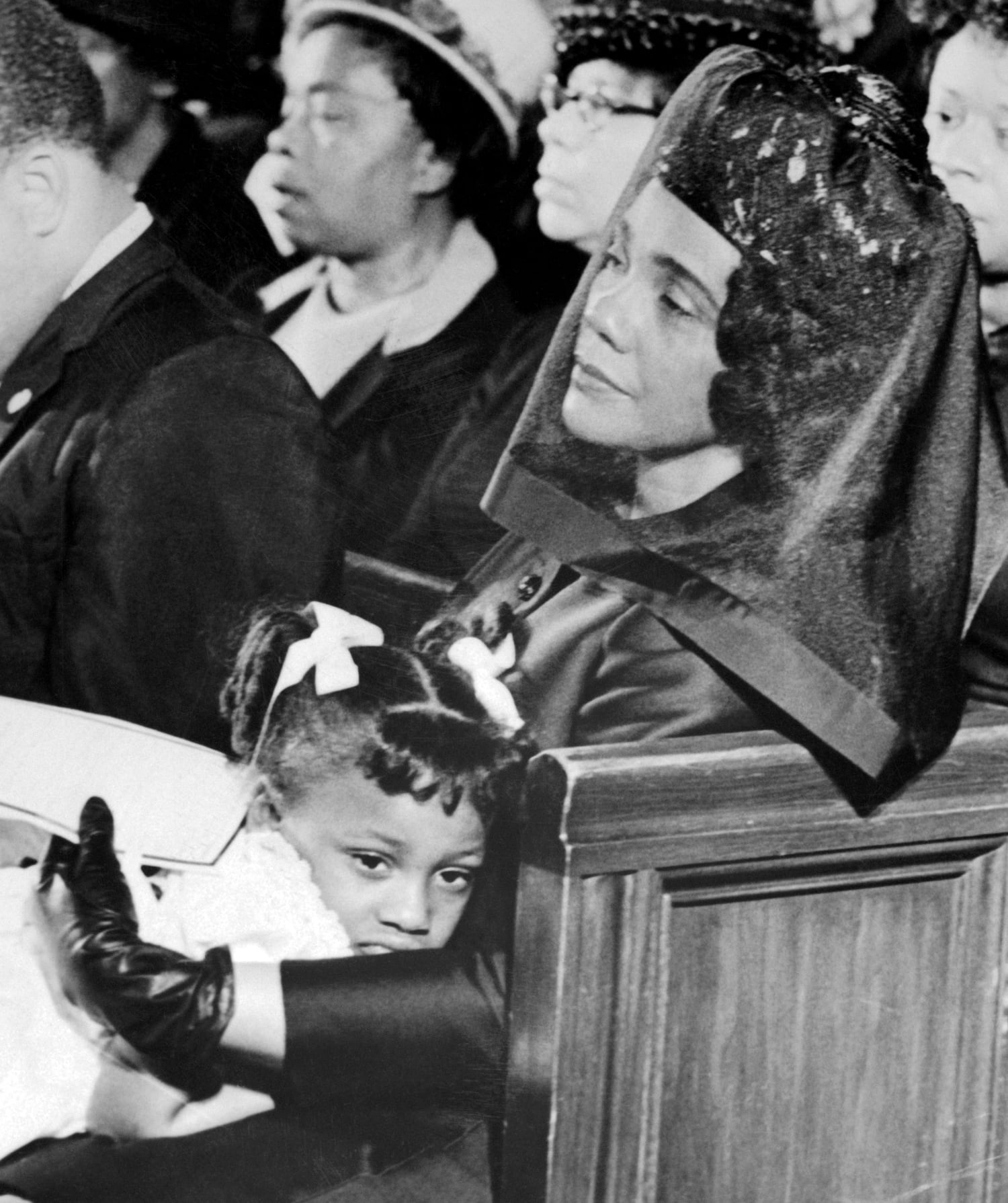
Un afligido con Coretta Scott King y Bernice King en el funeral de Martin Luther King, Jr. Esta fotografía ganó el Premio w:Pulitzer de fotografía de largometrajes de 1969.

A los funerales asistieron trescientas mil personas, entre ellas también el vicepresidente Hubert Humphrey (Johnson estaba en una reunión sobre Vietnam en Camp David y había el temor de que su presencia pudiese provocar manifestaciones de los pacifistas). Motines de cólera estallaron en más de cien ciudades, provocando cuarenta y seis víctimas.
A petición de su viuda, Martin Luther hizo su propia oración fúnebre con su último sermón, «Drum Major», grabado en la Iglesia Bautista Ebenezer. En este sermón, pedía que en sus funerales no se hiciese mención alguna de sus premios, sino que se dijese que él había intentado «alimentar a los hambrientos», «vestir a los desnudos», «ser justo sobre el asunto de Vietnam» y «amar y servir a la humanidad». A petición suya, su amiga Mahalia Jackson cantó su himno favorito, «Take My Hand, Precious Lord».
Tras el asesinato, la ciudad de Memphis negoció el fin de la huelga de una manera favorable a los basureros.
Según el biógrafo Taylor Branch, la autopsia de King reveló que, aunque solo tenía treinta y nueve años, su corazón parecía el de un hombre de sesenta, mostrando el efecto físico del estrés de trece años en el movimiento de los derechos civiles.
Entre 1957 y 1968, King había recorrido más de 9.6 millones de kilómetros, hablado en público más de dos mil quinientas veces, arrestado por la policía más de veinte y había sido agredido físicamente al menos en cuatro ocasiones.

### Investigación y desarrollos posteriores
Dos meses después de la muerte de Martin Luther King, James Earl Ray, quien se había fugado, fue capturado en el aeropuerto de Londres Heathrow cuando intentaba salir del Reino Unido con un falso pasaporte canadiense a nombre de Ramón George Sneyd. Ray fue pronto extraditado a Tennessee y acusado de la muerte de Martin Luther King; reconoció el asesinato el 10 de marzo de 1969 y se retractó tres días después. Aconsejado por su abogado Percy Foreman, Ray se declaró culpable con el fin de evitar la pena de muerte. Fue condenado a noventa y nueve años de prisión.

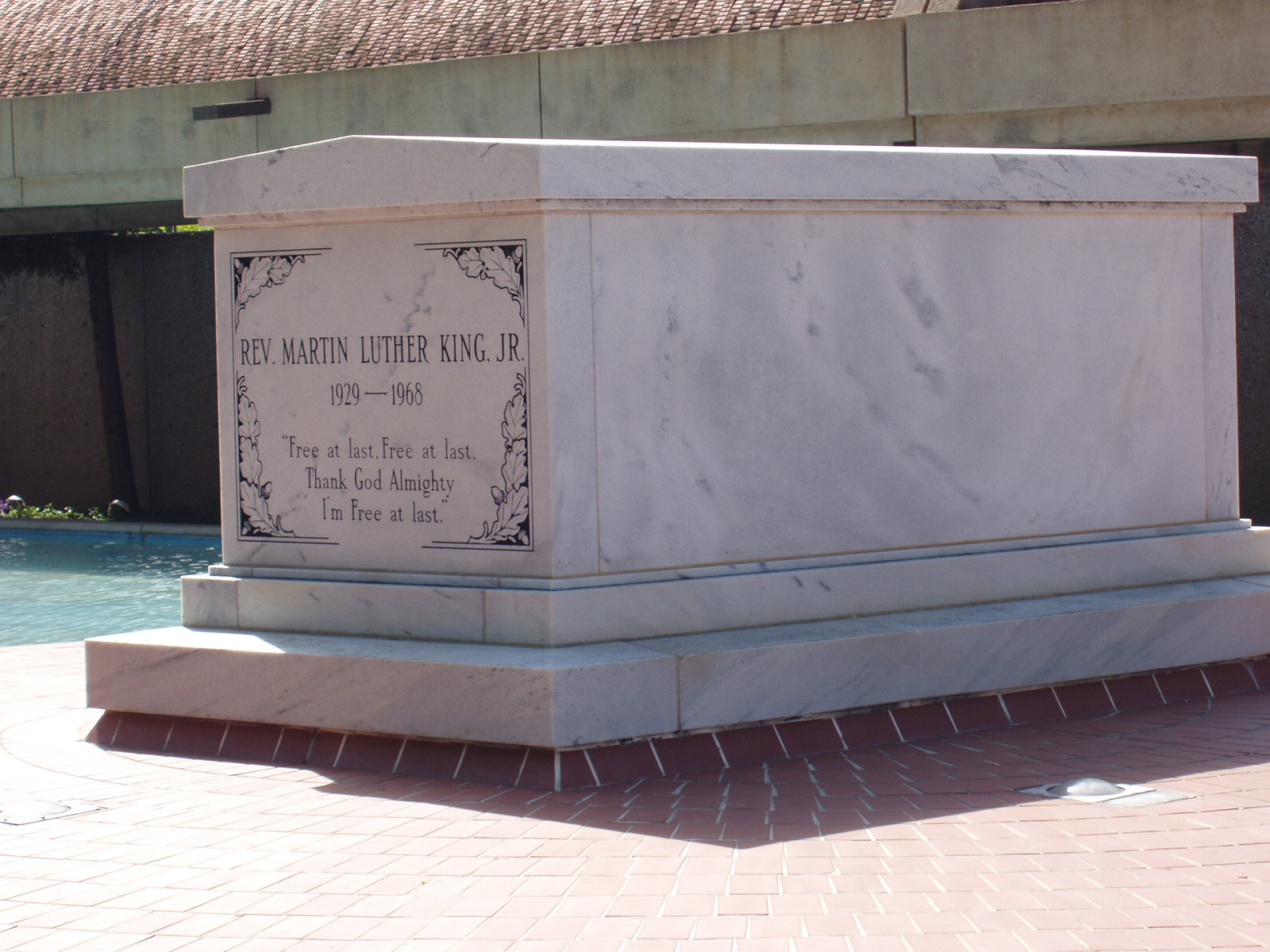
Tumba de Martin Luther King en el Martin Luther King, Jr. National Historic Site de Atlanta; sobre ella se puede leer «Free at last. Free at last. Thank God Almighty I'm Free at last» (‘Libre al fin. Libre al fin. Gracias a Dios Todopoderoso soy libre al fin’).

Ray despidió a su abogado, diciendo que los culpables de la muerte había sido un tal «Raoul» y su hermano Johnny, a los que había conocido en Montreal, Canadá. Dijo, además, que «él no había disparado en persona contra King», aunque podía «ser en parte responsable sin saberlo», sugiriendo una pista acerca de una posible conspiración. Pasó luego el resto de su vida intentando en vano que se le anulase su condena y que se reabriese el proceso.
El 10 de junio de 1977, poco después de haber prestado declaración ante una comisión del Congreso sobre el crimen en la que insistió en que no había matado a Martin Luther, se escapó junto a otros seis condenados de la cárcel de Brushy Mountain, en Tennessee. Fue detenido el 13 de junio y devuelto a prisión.
En 1997, Dexter Scott King, el hijo de Martin Luther King, se entrevistó con Ray y apoyó los esfuerzos de Ray para conseguir un nuevo juicio.
En 1999, un año después de la muerte de Ray, Coretta Scott King, viuda de Martin Luther y también dirigente de los derechos civiles, y el resto de la familia King, ganaron un proceso civil contra Loyd Jowers (propietario de un restaurante no lejos del Motel) y «otros conspiradores». En diciembre de 1993, Jowers había aparecido en Prime Time Live de ABC News y había revelado detalles de una conspiración que implicaba a la mafia y al gobierno para asesinar a Martin Luther King. Jowers relató durante el juicio que había recibido cien mil dólares para organizar el asesinato de Martin Luther King. El jurado de seis negros y seis blancos declaró a Jowers culpable y mencionó que «agentes federales habían estado implicados» en el complot para el asesinato. William F. Pepper, antiguo abogado de Ray, representó a la familia de King durante el proceso y presentó setenta testigos.
Al finalizar el proceso, la familia King había llegado a la conclusión de que Ray no había tenido nada que ver con el asesinato.
En el 2000, el Departamento de Justicia de los Estados Unidos terminó una investigación sobre las revelaciones de Jowers, pero no encontró ninguna prueba que pudiese demostrar una conspiración. El informe de la investigación recomendó que no hubiese ninguna nueva investigación en tanto que no se presentasen nuevas pruebas fiables.

### Alegaciones de conspiración
Se ha especulado con que Ray no era más que un peón, de la misma manera que muchos suponen lo mismo del presunto asesino de John F. Kennedy, Lee Harvey Oswald. Las pruebas que aducen los partidarios de esta teoría son:
- La confesión de Ray fue obtenida bajo presión, y fue amenazado con la pena de muerte.[75]
- Ray era un pequeño atracador y ladrón, y no tenía ningún antecedente judicial en el que hubiese sido acusado de crimen violento causado con arma.[76]
- Dos exámenes balísticos realizados sobre el arma del crimen, una Remington Gamemaster, nunca llegaron a probar que Ray hubiese sido el asesino o que esta arma hubiese sido el arma del crimen.[77]
- Los testigos de la muerte de King dicen que el disparo no provenía de los apartamentos mencionados en la investigación sino de un matorral próximo a ella. Un matorral inexplicablemente cortado días después del asesinato.[78]

El 6 de abril de 2002, el New York Times informó de que un pastor, el reverendo Ronald Denton Wilson, había declarado que era su padre Henry Clay Wilson quien había asesinado a Martin Luther King Jr, y no James Earl Ray. Dijo que sus motivos no habían sido racistas sino políticos, dado que pensaba que King era comunista.
En 2004, Jesse Jackson, que estaba con King en el momento del crimen, explicó:

El hecho es que había saboteadores para impedir la marcha. En el interior de nuestra propia organización, se descubrió que una persona muy importante estaba pagada por el gobierno. Así, pues, había infiltraciones en el interior, saboteadores en el exterior y ataques de la prensa. […] Yo nunca creeré que James Earl Ray tenía el motivo, el dinero y la movilidad para haberlo hecho él mismo. Nuestro gobierno estuvo muy implicado en preparar el terreno y pienso que también el camino para la huida de James Earl Ray.

Los biógrafos David Garrow y Gerald Posner se posicionaron en contra de las conclusiones de William F. Pepper, quien animó el juicio de 1999 al acusar al gobierno de estar implicado en la muerte de Martin Luther King Jr.

## Pensamiento

### Desobediencia civil y no violencia

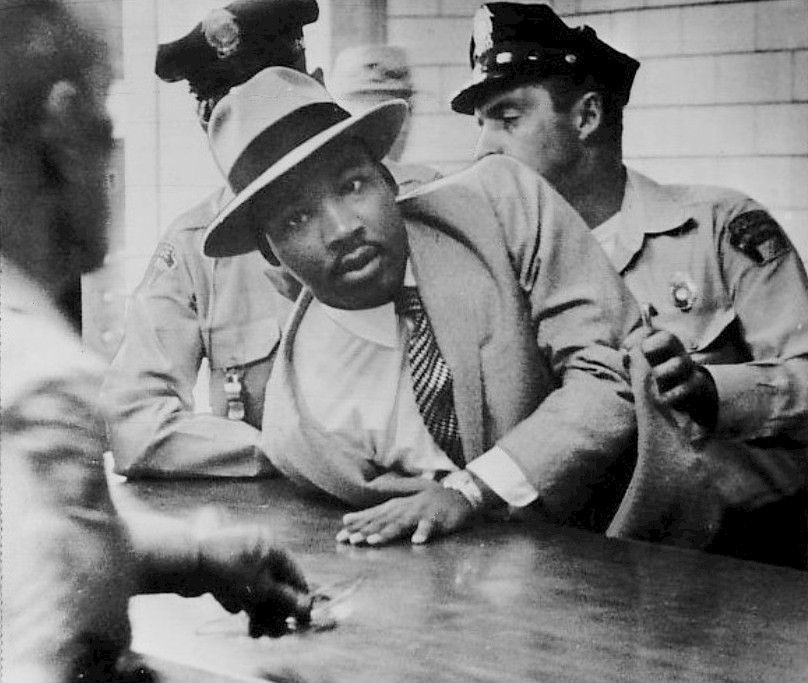
Foto de Martin Luther King, Jr. siendo detenido en Montgomery (Alabama) por «vagancia» en septiembre de 1958

En la Carta desde la cárcel de Birmingham, escrita el 16 de abril de 1963 mientras estaba arrestado por una manifestación no violenta, Martin Luther King respondió a ocho sacerdotes blancos de Alabama que habían escrito cuatro días antes una carta titulada Una llamada a la unidad. Aunque admitían la existencia de injusticias sociales, expresaban la idea de que la batalla contra la segregación racial debía tener lugar en los tribunales y no en la calle. King respondió entonces que sin acciones directas y fuertes como las que él lideraba, los derechos civiles no se conseguirían nunca.
Escribió también que «esperar ha significado casi siempre nunca» y afirmaba que la desobediencia civil no estaba solamente justificada frente a una ley injusta, sino también que «cada uno tiene la responsabilidad moral de desobedecer las leyes injustas».
La carta incluía la famosa cita «Una injusticia en cualquier parte es una amenaza a la justicia de cualquier lugar», así como unas palabras de Thurgood Marshall que él repite: «Una justicia demorada durante mucho tiempo es una justicia rechazada».
Hasta el final de su vida, Martin Luther King se opuso a la radicalización y a la violencia preconizada por el Black Power y subrayó que «los motines no arreglan nada», y consideró este medio como ineficaz, más allá de la naturaleza opuesta de los motines a su doctrina de no violencia, de moral y de fe:

Si se dice que el poder es la capacidad de cambiar las cosas o la capacidad de conseguir sus objetivos, entonces no es poder involucrarse en un acto que no los consigue: sea cual sea el ruido que hagáis y el número de cosas que queméis.

Para él, una guerrilla como la del Che Guevara era una «ilusión romántica». King prefería la disciplina de la desobediencia civil, que definía no solo como un derecho sino también como un homenaje a una energía democrática no explotada. Lo mismo para la pobreza: pidió a los militantes «utilizar todo el poder de la no violencia para el problema económico», aunque no hubiese nada en la Constitución estadounidense que garantizase un techo y una comida. Remarcó la similitud de su lucha con la de Jesús:

La opinión pública le dio la espalda. Decían que era un agitador. Utilizaba la desobediencia civil. Rechazaba los mandatos de la ley.

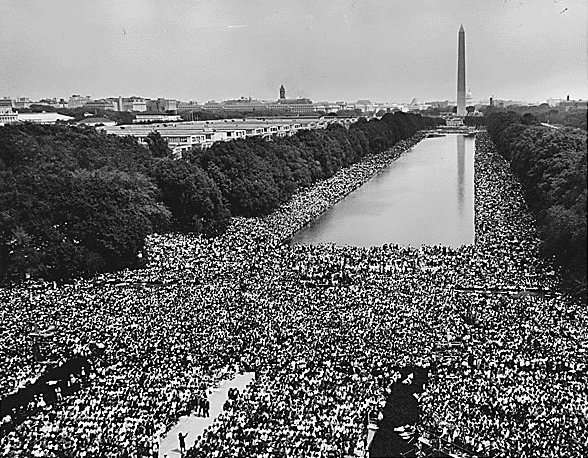
Muchedumbre en la marcha hacia Washington de 1963

Para King, la no violencia no era sólo justa sino indispensable, porque por muy justa que fuese la causa de origen, la violencia significa el error y el ciclo de venganza de la ley del Talión, y él defendía la ética de la reciprocidad:

La última debilidad de la violencia es que es una espiral descendente, que engendra lo mismo que busca destruir. En lugar de debilitar el mal, lo multiplica. Utilizando la violencia, podéis matar al mentiroso, pero no podréis matar la mentira, ni restablecer la verdad. Utilizando la violencia, podréis asesinar al rencoroso, pero no podréis matar el odio. De hecho, la violencia hace crecer el odio. Y esto continúa. Devolver el odio por el odio multiplicado al odio, añadiendo una oscuridad todavía más profunda que una noche sin estrellas. La oscuridad no puede esconder la oscuridad: sola la luz puede hacer esto. El odio no puede esconder el odio: solo el amor puede hacer esto.

Afirmaba también que el fin no podía justificar los medios, al contrario de lo que pensaba Maquiavelo:

Siempre he predicado que la no violencia exige que los medios que utilizamos deben ser tan puros como el fin que perseguimos. He intentado dejar claro que está mal utilizar medios inmorales para alcanzar un fin justo. Pero debo afirmar ahora que también está mal, todavía peor, utilizar medios morales para preservar un fin inmoral.

En la Carta de Birmingham, respondió también a los sacerdotes que le acusaban de crear oportunidades para la violencia con su desobediencia civil pacífica en un medio racista, indicándole que el que pide justicia de manera no violenta no puede ser instigador de disturbios:

En vuestra declaración, afirmáis que nuestras acciones, aunque pacíficas, deben ser condenadas porque precipitan la violencia. Pero, ¿es una afirmación lógica? ¿No es como si condenaseis a un hombre que ha sido robado porque el hecho de tener dinero es lo que ha provocado el acto de robar?

### Igualdad racial, libertad y orgullo
Más allá de su lucha por la igualdad racial, del discurso «I have a dream» donde imagina que sus «cuatro hijos vivirán un día en una nación donde no sean juzgados por el color de su piel sino por el contenido de su persona» y de la victoria política con los votos de la Civil Rights Act y Voting Rights Act, Martin Luther King señaló que la igualdad racial no devenía sólo de las leyes que defienden a la persona, sino sobre todo de la manera en que esa persona se percibe a sí misma:

Mientras el espíritu se halle esclavizado, el cuerpo no podrá ser nunca libre. La libertad psicológica, un firme sentido de la autoestima, es el arma más poderosa contra la larga noche de la esclavitud física. Ninguna proclama de emancipación lincolniana o carta de derechos civiles johnsoniana puede aportar este tipo de libertad. El negro será libre cuando alcance las profundidades de su ser y firme con la pluma y la tinta de su humanidad afirmada su propia declaración de emancipación. Y con un espíritu tendido hacia la verdadera autoestima, el negro debe rechazar con orgullo las esposas de la auto-abnegación y decirse a sí mismo y decir al mundo: «Yo soy alguien. Yo soy una persona. Yo soy un hombre con dignidad y honor. Y tengo una historia rica y noble».

### Pacifismo y compromiso personal

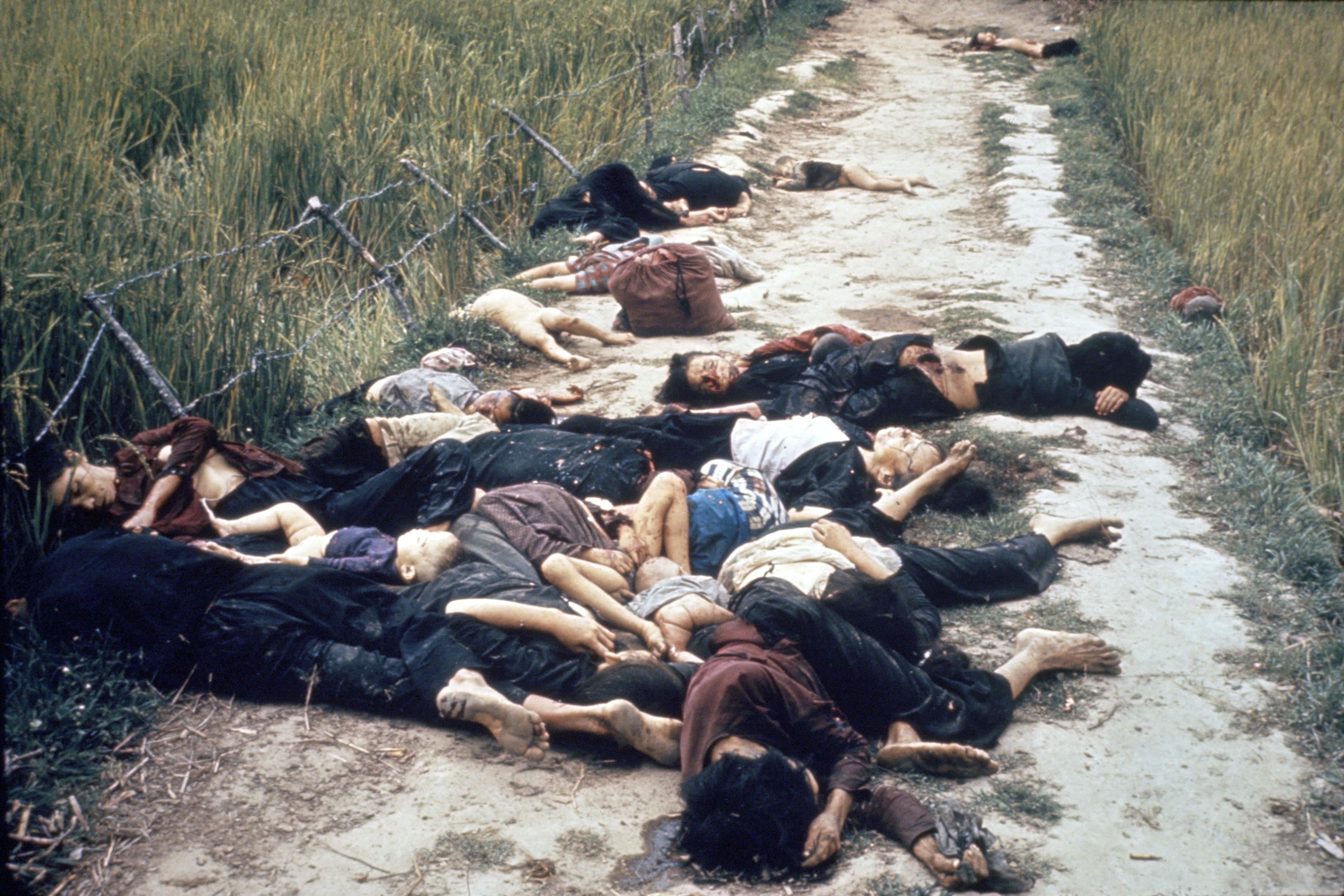
Cuerpos de hombres, mujeres y niños tras la masacre de Mỹ Lai cometida por el ejército estadounidense el 16 de marzo de 1968

Martin Luther King subrayó que la no violencia no era solo un método justo, sino también un principio que debía ser aplicado a todos los seres humanos, fuesen de donde fuesen, y comparaba la campaña de no violencia aclamada en los Estados Unidos a la violencia de las guerra de Vietnam sostenida por una parte de la opinión pública estadounidense:

Hay algo extrañamente inconsistente en una nación que los aclama cuando dicen «Sean no violentos con Jim Clark», pero que los maldice y los condena cuando dicen: «sean no violentos con los niños vietnamitas marrones».

Para King, la no violencia debía llevar al pacifismo, sobre todo en el contexto de la guerra fría y de la estrategia militar de destrucción mutua asegurada que podría llevar al apocalipsis:

Los hombres, a lo largo de la historia, han hablado de la guerra y de la paz. Pero ahora ya no pueden quedarse solo en el hablar. No es una elección entre la violencia y la no violencia en este mundo; es una elección entre la no violencia y la no existencia.

Luther King invocaba con frecuencia la responsabilidad personal para desarrollar la paz mundial  Para él, el triunfo del bien sobre el mal era inevitable, a pesar de los frecuentes retrocesos y guerras de la historia:

Rechazo aceptar la noción cínica de que naciones tras naciones deben descender la escalera militarista hacia el infierno de la destrucción termonuclear. Creo que la verdad desarmada y el amor incondicional tendrán al fin la palabra. Porque el bien, incluso de momento vencido, es más fuerte que el mal triunfante.

Admitía que esa opinión idealista y moral era difícil de defender en ese contexto histórico, pero subrayaba que la conciencia y el ideal de justicia no debían recular ante una opinión pública desfavorable, un cálculo político o una tarea que pareciese insuperable:

En relación a algunas posturas adoptadas, la cobardía plantea una cuestión: «¿es peligroso?»; el oportunismo plantea la cuestión: «¿es política?»; y la vanidad lo junta todo y plantea la cuestión: «¿es popular?». Pero la conciencia plantea la cuestión: «¿es justo?». Y llega entonces un momento en que uno debe posicionarse ante algo que no carece de peligro, que no es política, ni popular, sino que debe hacerlo porque su conciencia le dice que es justo. Creo que hoy en día es necesario para todas las personas de buena voluntad reunirse en un gran acto de conciencia y decir las palabras del viejo espiritual negro, «No vamos a estudiar más la guerra». He aquí el reto del hombre moderno.

### Vida espiritual frente a confort material

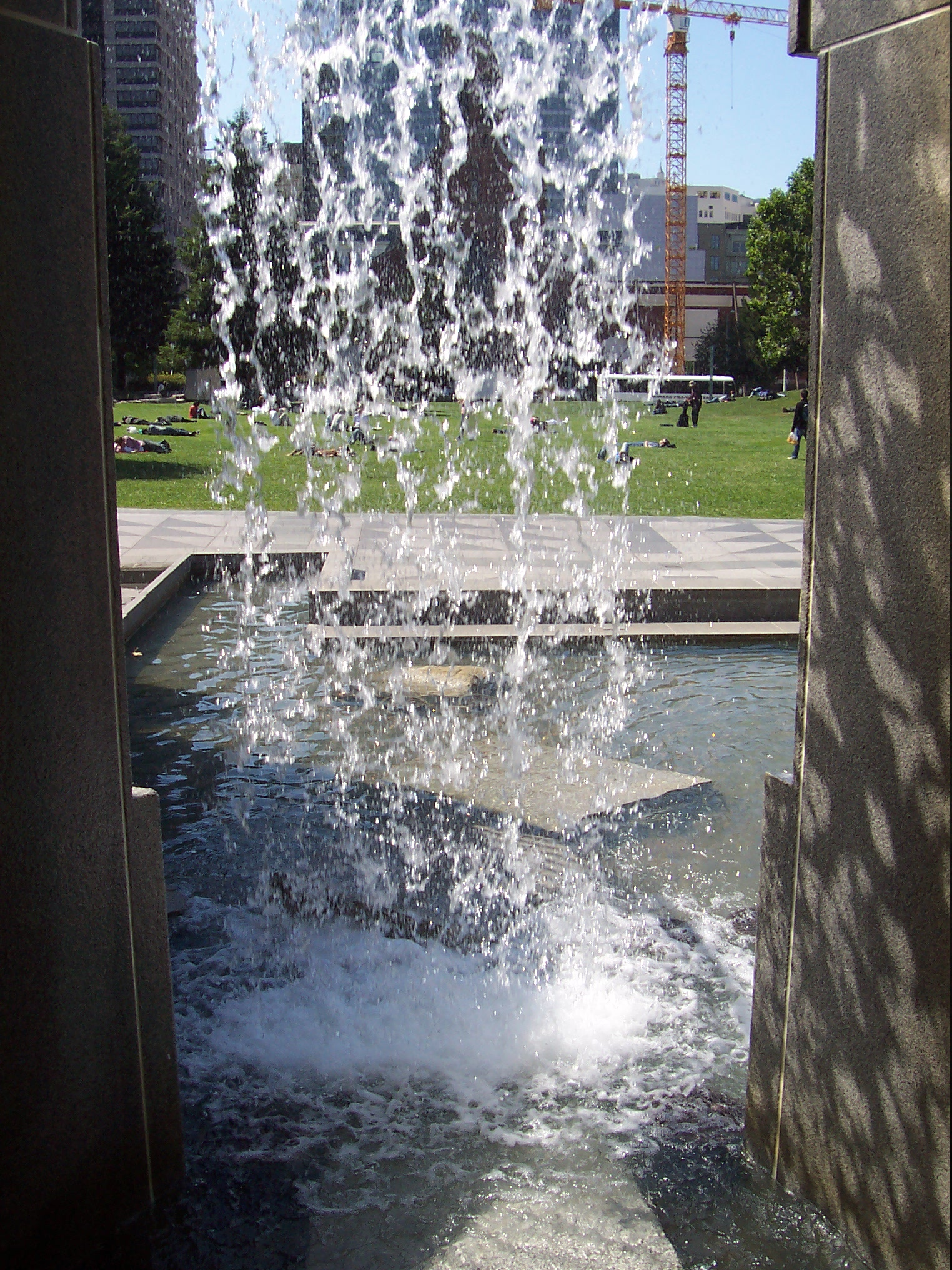
Monumento Martin Luther King, Yerba Buena Gardens, San Francisco

Martin Luther King, sin preconizar un retorno hacia la sencillez voluntaria ni devenir en un crítico del desarrollo como Gandhi, se puso en guardia contra el American way of life en tanto su tendencia al consumismo y el materialismo podía desviar al hombre de la causa del bien y de la espiritualidad:

Hoy en día, la gran tentación y la gran tragedia de la vida es que permitimos con frecuencia al exterior de nuestras vidas el absorber al interior de nuestras vidas. La gran tragedia de la vida es que con demasiada frecuencia autorizamos a los medios con los que vivimos a alejarnos del fin para el que vivimos. […] ¿Cuál es el beneficio para un hombre de llenar el mundo entero de medios —aviones, televisiones, luz eléctrica— y perder el fin: el alma?

En su opinión, este profundo cambio estaba vinculado a una revolución de los valores que permitiría vencer a los más grandes males de la civilización:

Estoy convencido de que si queremos estar del lado bueno de la revolución mundial, debemos como nación emprender una revolución radical de valores. Debemos comenzar rápido a pasar de una sociedad «orientada hacia las cosas» a una sociedad «orientada hacia la persona». Cuando las máquinas y los ordenadores, los motivos de beneficios y los derechos de propiedad son considerados como más importantes que los individuos, el triplete gigante compuesto por el racismo, el materialismo y el militarismo es imposible de vencer.

### Fe, amor y poder

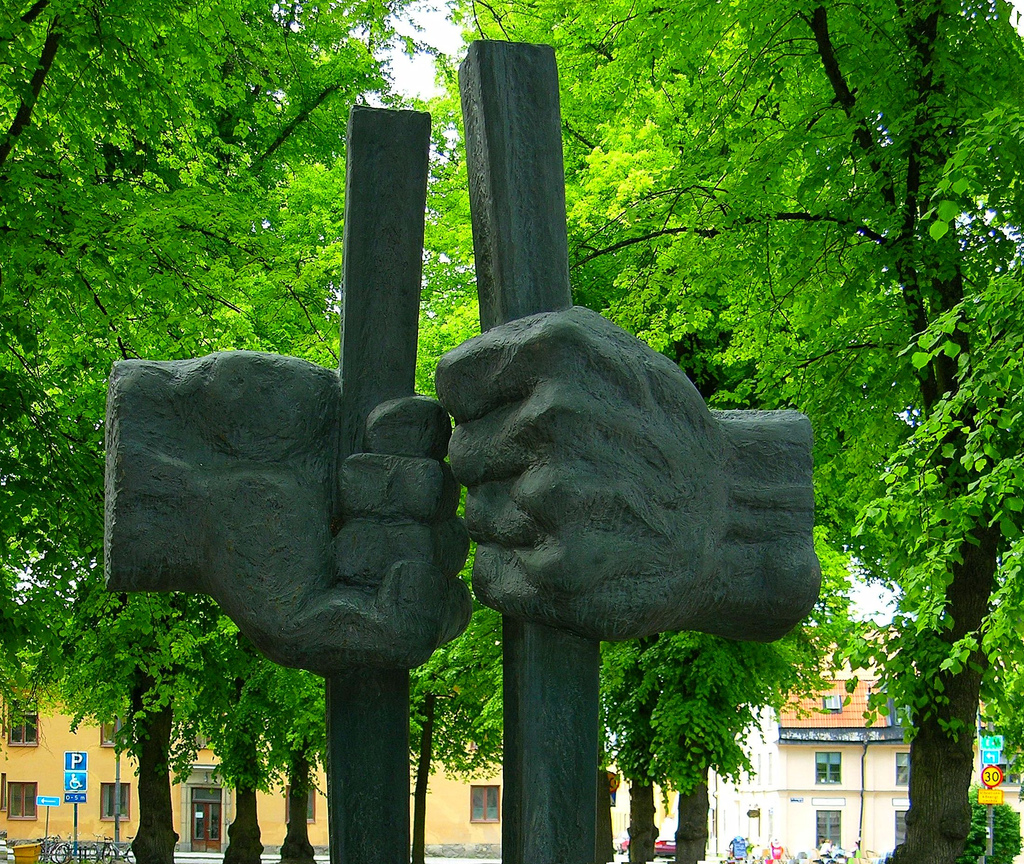
Monumento dedicado a Martin Luther King en la Universidad de Upsala, Suecia

Debido a su vocación de pastor, King situó a la Biblia en el corazón de su mensaje, considerando que la humanidad había estado desde hacía mucho tiempo «en la montaña de la violencia» y que debía ir hacia «la tierra prometida de justicia y de fraternidad».
Para él, este objetivo era una misión divina en tanto que «no debía satisfacerse nunca con objetivos inacabados, […] sino que había que mantener siempre una especie de descontento divino».
Esta voluntad divina y este mensaje de amor transmitido por el Evangelio implicaba, según él, una voluntad inquebrantable frente a la adversidad, «un espíritu duro y un corazón tierno», como enseñó Jesús a sus discípulos:

Jesús reconoció la necesidad de confundir a los contrarios. Sabía que sus discípulos deberían enfrentarse a un mundo difícil y hostil, donde habrían de enfrentarse a los políticos recalcitrantes y a la intransigencia de los protectores del antiguo orden […] Y les dio una fórmula de acción: «sed tan astutos como las serpientes y tan inocentes como las palomas».

El amor no es, entonces, para King solamente un fin o un objetivo, sino también el medio para alcanzar la paz y la justicia mundial. De esta forma, refuta la idea del amor como algo débil, que algunos filósofos como Nietzsche habían acuñado.

Esta llamada para que una comunidad mundial lleve los problemas de vecindad más allá del ámbito tribal, de la raza, de la clase y de la nación, es en realidad una llamada a un amor universal e incondicional de la humanidad entera. Este concepto con frecuencia incomprendido, mal interpretado, tan pronto eludido por los Nietzsches del mundo como una fuerza débil y cobarde, se ha convertido ahora en una necesidad absoluta para la supervivencia del ser humano. Cuando hablo de amor, yo no hablo de un especie de respuesta sentimental y débil. No hablo de una fuerza que solo es un sinsentido sentimental. Yo hablo de una fuerza que todas las grandes religiones del mundo han visto como el principio unificante supremo de la vida. El amor es la llave que abre la puerta que lleva a la realidad última.

Luther King consideraba que el poder, en este contexto, no era algo malo en sí en cuanto este fuera comprendido y utilizado en forma correcta; es decir, cuando no fuera considerado como el exacto opuesto del amor.
En su opinión, la perversa malinterpretación según la cual el amor es visto como el «abandono del poder» y el poder como una denegación de amor, es la razón por la cual Friedrich Nietzsche rechazó el amor cristiano y los teólogos cristianos el concepto nietzscheano de la voluntad de poder.

El poder sin amor es peligroso y abusivo, el amor sin poder es sentimental y anémico. El mejor poder es el amor que implica la petición de justicia, y la mejor justicia es el poder que corrige todo lo que pone obstáculos al amor.

La lucha por el poder, sin amor o conciencia, está entonces condenada al fracaso, ya sea por blancos o negros. Para él, «es esta colisión entre un poder inmoral y una moralidad impotente la que constituye la mayor crisis de nuestro tiempo».
King arremetió contra el concepto nietzscheano de la muerte de Dios, recurriendo a la afirmación bíblica del amor de Dios. Para él, «el amor de Dios es incesante y eterno» y por lo tanto no puede morir. En relación con esto, pronunció un sermón titulado «¿Porqué Jesús llamó “necio” a un hombre?» en el cual, retomando la Parábola del rico insensato, manifestó:

Éste hombre era un necio porque no pudo dar cuenta de su dependencia de Dios... ésta necedad centrada en el hombre todavía esta viva hoy en día. De hecho, hoy en día se ha llegado al punto en el que incluso algunos están diciendo que Dios está muerto. Lo que más me molesta de todo eso es que no me dan la información completa, porque al menos me hubiera gustado asistir al funeral de Dios. Y hoy quiero preguntar, ¿qué médico forense lo declaró muerto? Quiero preguntar, ¿cuánto tiempo había estado enfermo? Quiero saber si tuvo un ataque al corazón o murió de cáncer crónico. Estas preguntas se me han respondido, y entonces voy a creer y a saber que Dios está vivo. Saben, mientras el amor esté alrededor, Dios está vivo. Mientras la justicia esté alrededor, Dios está vivo. Hay ciertas concepciones de Dios que tenían que morir, pero no Dios. Saben, Dios es el sustantivo supremo de la vida; Él no es un adjetivo. Él es el objeto supremo de la vida; Él no es un verbo. Es la cláusula suprema independiente; Él no es una cláusula dependiente. Todo lo demás depende de Él, pero Él no depende de nada.
Why Jesus Called A Man A Fool (1967)

Aunque era un hombre de fe, King abogaba por el laicismo y aprobó una decisión de la Corte Suprema de prohibir la imposición de la oración en las escuelas públicas. Comentó que «eso no pretendía poner fuera de la ley la oración o la creencia en Dios. En una sociedad plural como la nuestra, ¿quién debe determinar qué oración debe ser dicha y por quién? Desde lo legal, constitucional o de otra manera, el Estado no tiene ese derecho».

### Ciencia y religión
Para King, si la violencia y la guerra habían devenido tan destructoras era porque la rapidez del progreso científico había sobrepasado a la del desarrollo de la ética y la moral, que no eran capaces de restringir sus aplicaciones negativas. No obstante, en contraposición a las pretensiones humanistas, King declara:

El problema es con el hombre mismo y el alma del hombre. No hemos aprendido a ser justos y honestos y amable y verdaderos y amorosos. Y esa es la base de nuestro problema. El verdadero problema es que a través de nuestro genio científico hemos hecho del mundo un vecindario, pero a través de nuestro genio moral y espiritual hemos fallado en hacer de éste una hermandad.
Rediscovering Lost Values.

Aunque subrayó que «nuestro poder científico había desbordado nuestro poder espiritual. Tenemos misiles guiados y hombres desorientados», no señalaba, sin embargo, a la ciencia como culpable real de todos los males. King señala que el problema esencial en la sociedad no yace en el progreso del conocimiento, sino en la pérdida de moralidad del ser humano:

El problema no es tanto que no sabemos lo suficiente, sino que no somos lo suficientemente buenos. El problema no es tanto que nuestro genio científico se quede atrás, sino que nuestro genio moral se quede atrás.
Rediscovering Lost Values.

En este sentido, apelaba a la complementariedad de la ciencia y la religión, reconociendo la importancia de cada una de éstas esferas sociales:

La ciencia investiga; la religión interpreta. La ciencia da al hombre el conocimiento que es el poder; la religión da al hombre la sabiduría que es el control. La ciencia se ocupa de los hechos; la religión se ocupa de los valores. Las dos no son rivales. Son complementarias.

### Compensación histórica

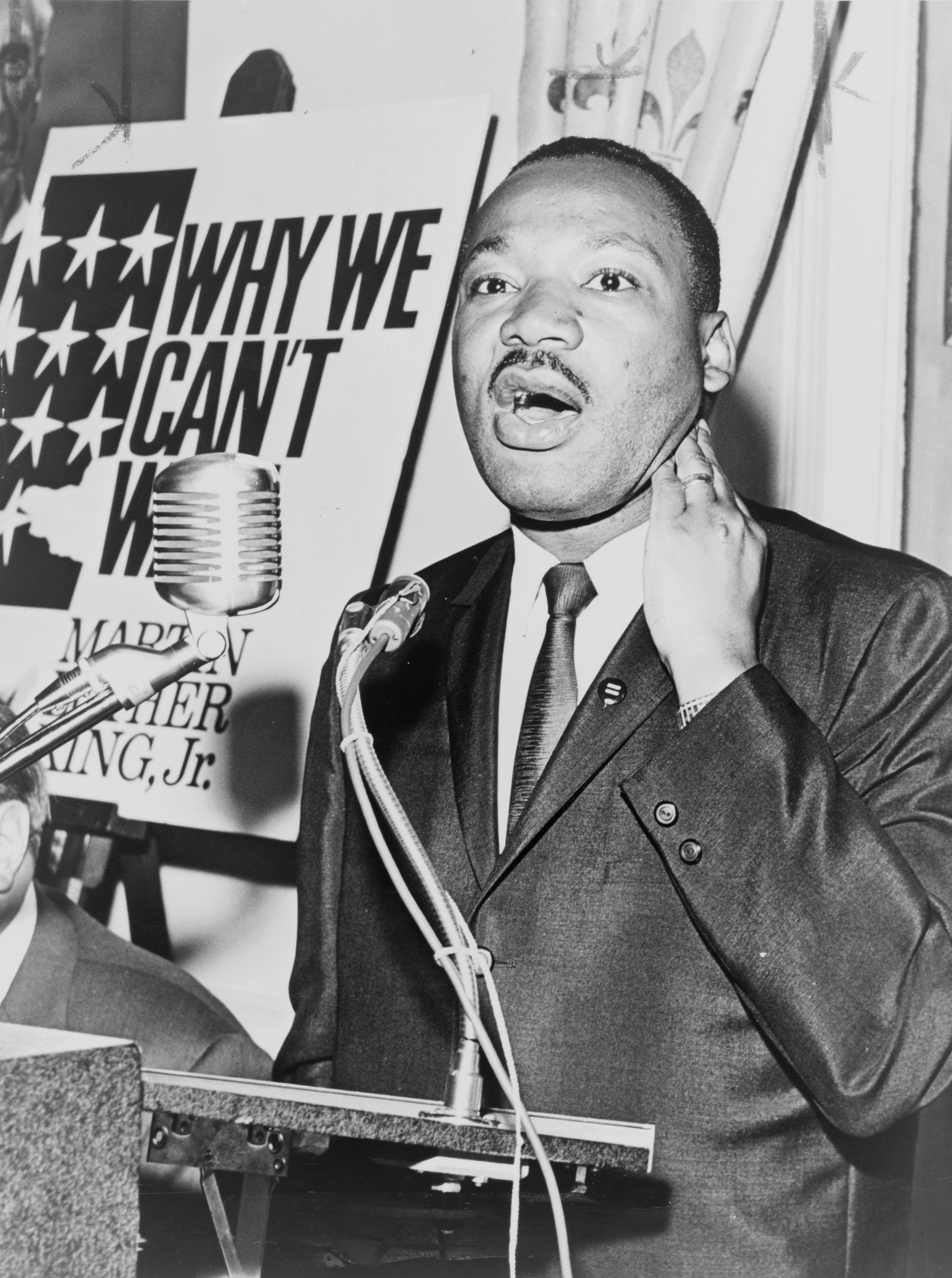
Martin Luther King en una rueda de prensa sobre su libro Why we can't wait (Por qué no podemos esperar), el 8 de junio de 1964

En varias ocasiones, King expresó la opinión de que los afroamericanos, al igual que otros estadounidenses oprimidos, deberían ser indemnizados por los perjuicios sufridos a lo largo de la historia.
Entrevistado por Alex Haley en 1965, dijo que dar solo la igualdad a los afroamericanos no podría suprimir la diferencia de renta entre ellos y los blancos. Indicó que no pedía una restitución completa de los salarios nunca pagados durante la esclavitud, algo que creía imposible, sino que proponía un programa de compensación gubernamental de cincuenta mil millones de dólares durante diez años para todos los grupos oprimidos.
Subrayó que «el dinero gastado estaría más que justificado por los beneficios que aportaría a la toda la nación gracias a una bajada espectacular del abandono escolar, de las separaciones familiares, de las tasas de criminalidad, de la ilegitimidad, de los enormes gastos sociales, de los motines y de muchos otros males sociales».
En su libro Por qué no podemos esperar de 1964, desarrolló esta idea, explicando que el reglamento del trabajo no remunerado era una aplicación de la common law.

## King y el FBI

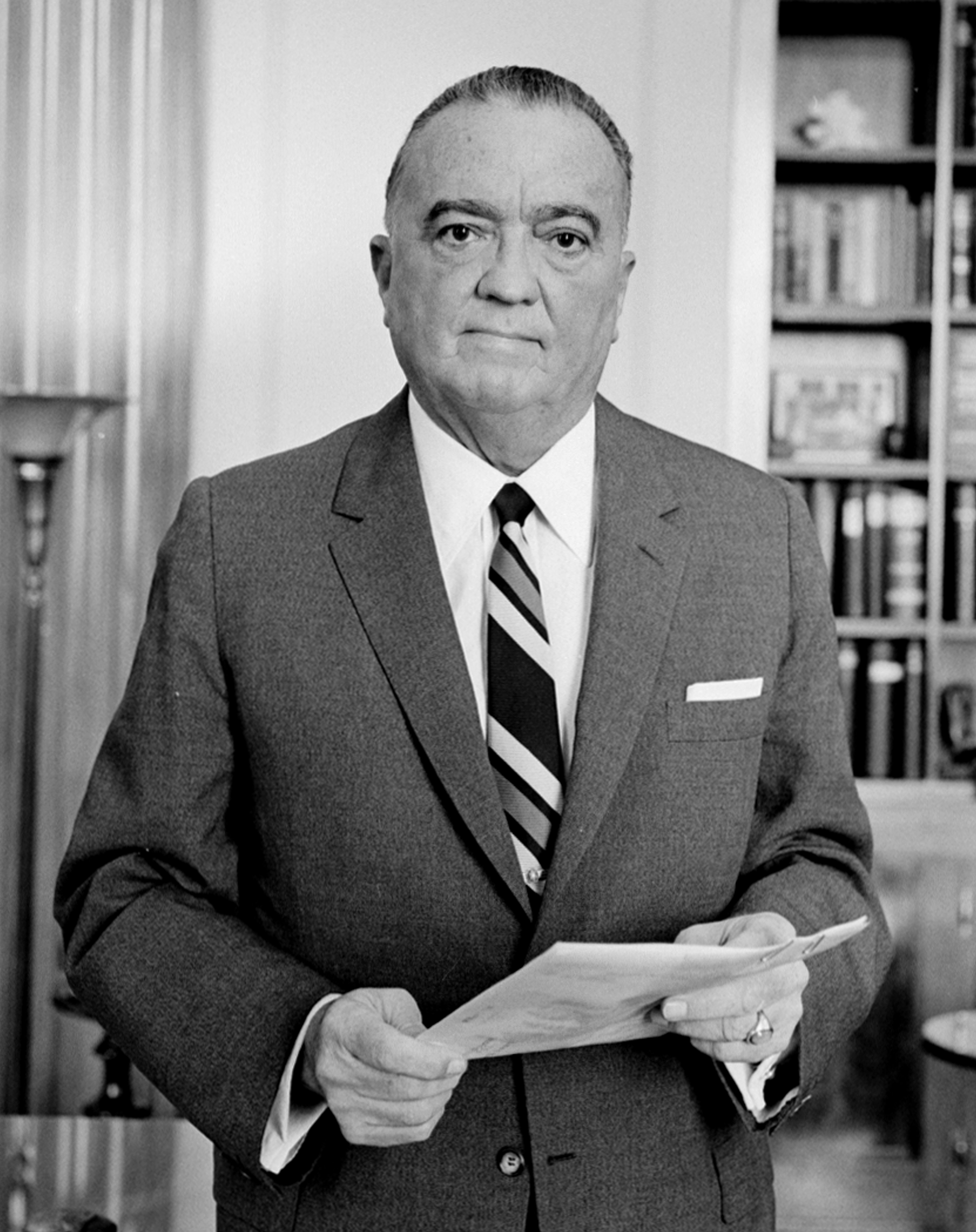
El director del FBI J. Edgar Hoover, en 1961

### Homenajes

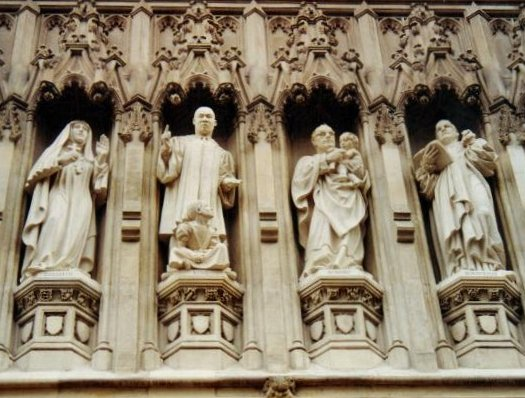
Galería de mártires del de la abadía de Westminster, de izquierda a derecha: Isabel Fiódorovna de Rusia, el reverendo Martin Luther King, el arzobispo Óscar Romero y el pastor Dietrich Bonhoeffer.

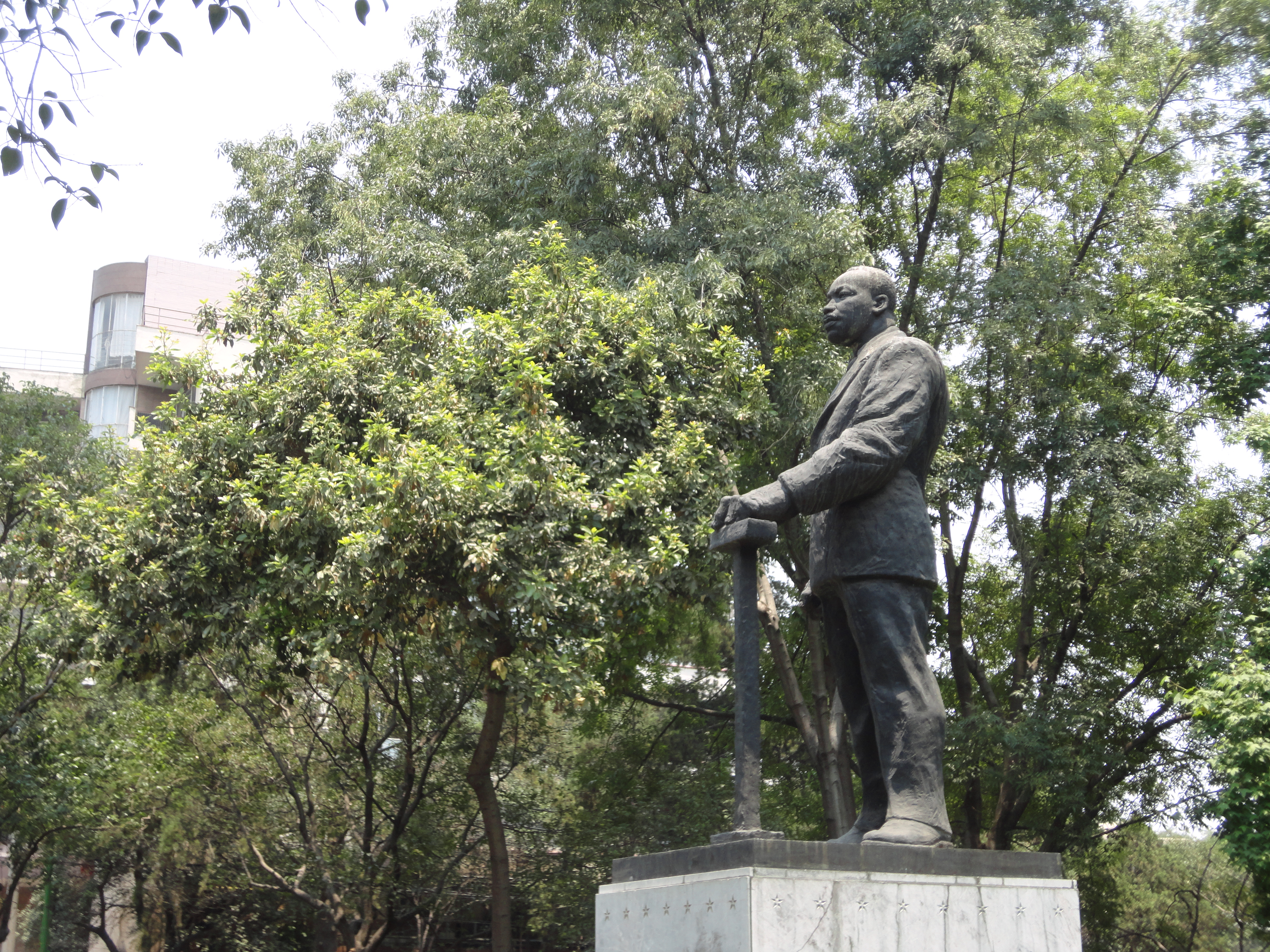
Estatua de Martin Luther King en el parque Lincoln en la colonia Polanco, Ciudad de México

### Partidarios e influencia

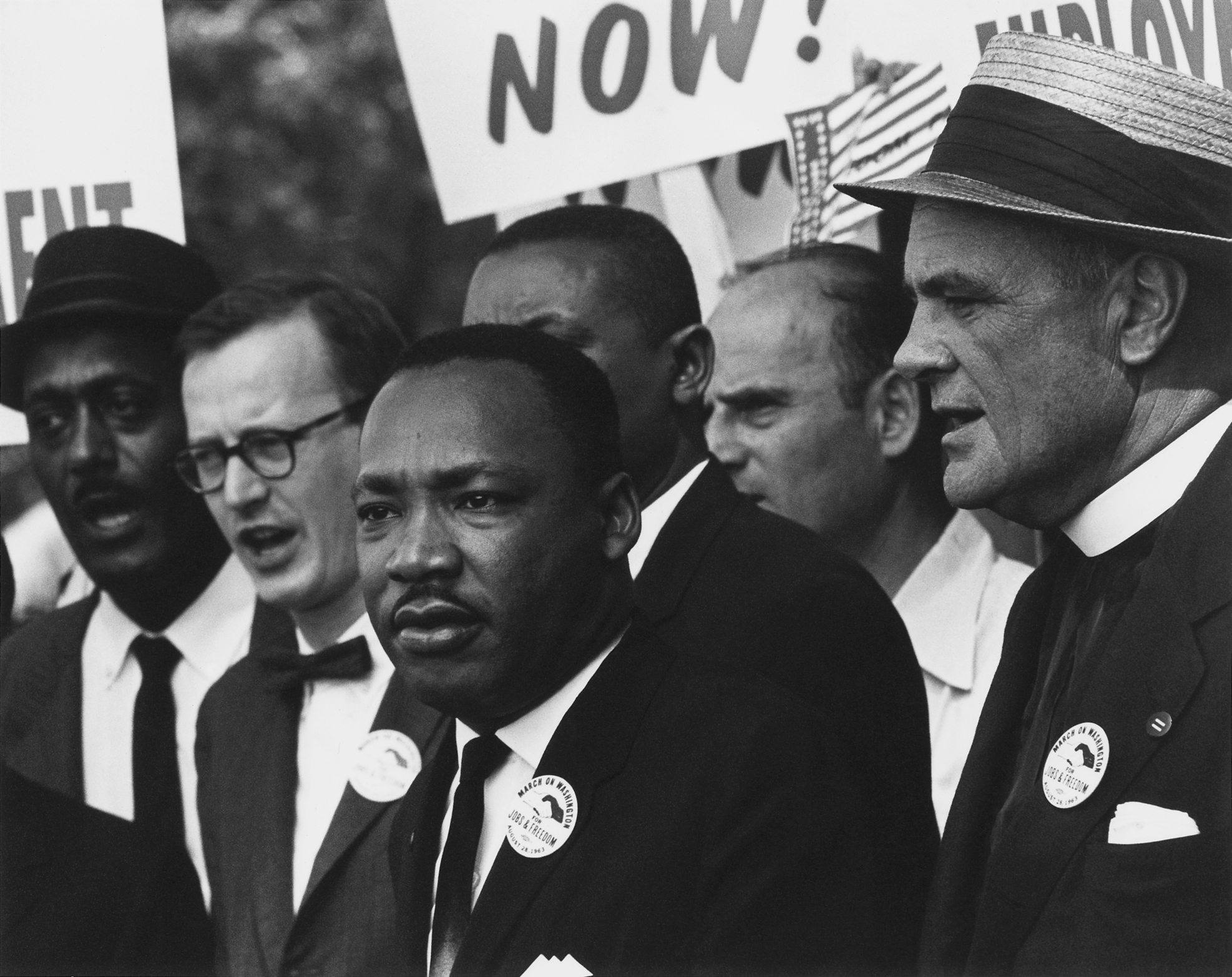
Marcha sobre Washington en 1963

### Críticas

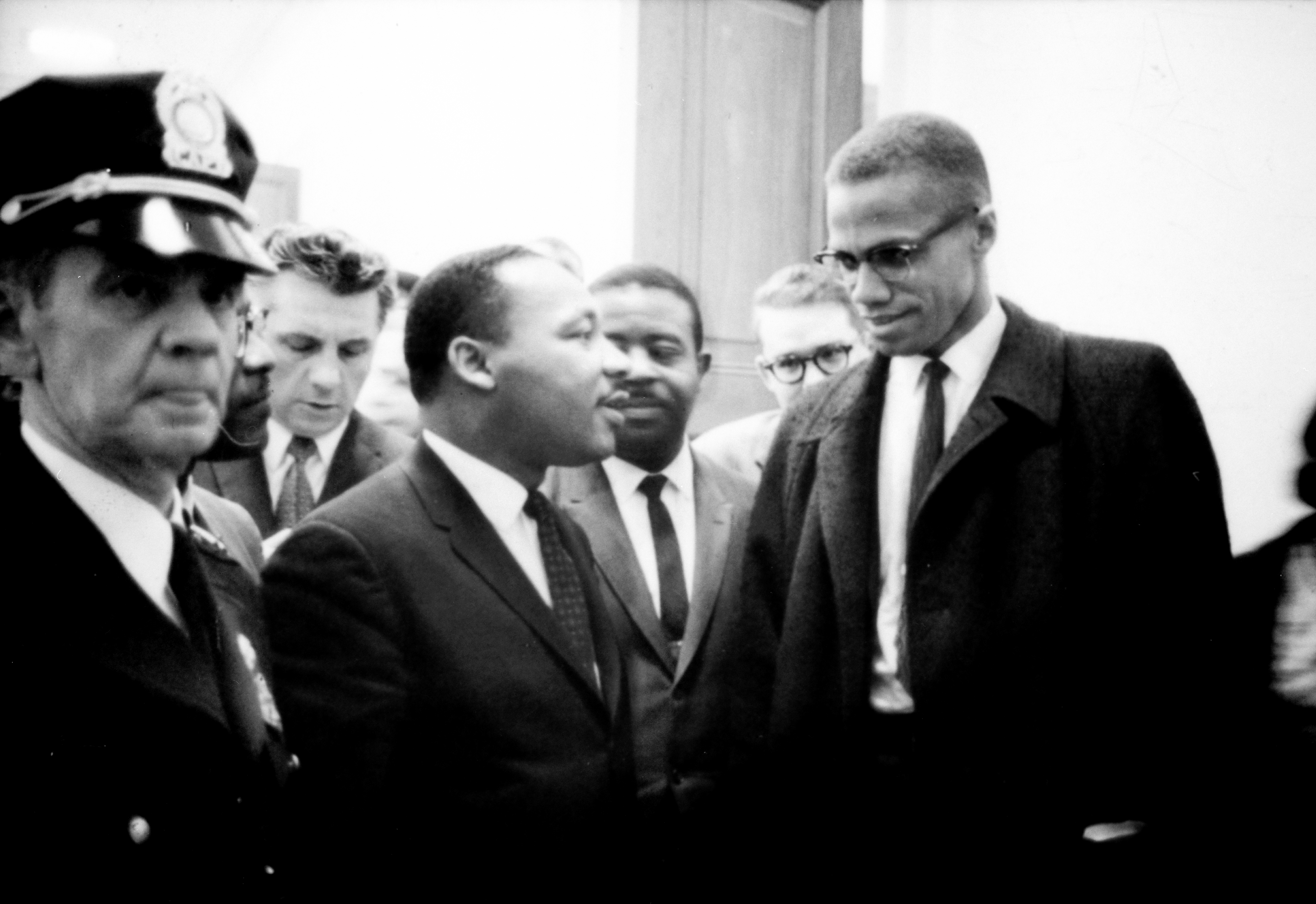
Martin Luther King y Malcolm X durante una rueda de prensa en 1964